# ATP Challenger Tour de 2014
A Association of Tennis Professionals (ATP) Challenger Tour é o segundo circuito de tênis organizado pela ATP. O calendário do ATP Challenger Tour de 2014 possui aproximadamente 150 torneios, com prêmios que variam de $40,000 a $220,000 dólares. Foi a 37ª edição do circuito de torneios challenger, e a 6ª com o nome Challenger Tour.

## Calendário

### Janeiro
| Data           | Torneio | Campeões                                                | Finalistas                           | Semi-finalistas                                | Quadrifinalistas                                                         |
| -------------- | --- | ------------------------------------------------------- | ------------------------------------ | ---------------------------------------------- | ------------------------------------------------------------------------ |
| 30 de dezembro | Aberto de São Paulo São Paulo, Brasil $125,000+H – Duro – 32S/24Q/16D Simples – Duplas                      | João Olavo Souza 6–4, 6–4                               | Alejandro González                   | Guido Pella Gastão Elias                       | Agustín Velotti Guido Andreozzi Facundo Argüello Fernando Romboli        |
| 30 de dezembro | Aberto de São Paulo São Paulo, Brasil $125,000+H – Duro – 32S/24Q/16D Simples – Duplas                      | Gero Kretschmer Alexander Satschko 4–6, 7–5, [10–6]     | Nicolás Barrientos Víctor Estrella   | Guido Pella Gastão Elias                       | Agustín Velotti Guido Andreozzi Facundo Argüello Fernando Romboli        |
| 30 de dezembro | Internationaux de Nouvelle-Calédonie Nouméa, Nova Caledônia $75,000+H – Duro – 32S/23Q/16D Simples – Duplas | Alejandro Falla 6–2, 6–2                                | Steven Diez                          | Adrián Menéndez-Maceiras James McGee           | Denis Kudla Lucas Pouille Austin Krajicek Grégoire Burquier              |
| 30 de dezembro | Internationaux de Nouvelle-Calédonie Nouméa, Nova Caledônia $75,000+H – Duro – 32S/23Q/16D Simples – Duplas | Austin Krajicek Tennys Sandgren 7–6(7–4), 6–4           | Ante Pavić Blaž Rola                 | Adrián Menéndez-Maceiras James McGee           | Denis Kudla Lucas Pouille Austin Krajicek Grégoire Burquier              |
| 6 de janeiro   | Nenhum torneio escalado.                                                                                    | Nenhum torneio escalado.                                | Nenhum torneio escalado.             | Nenhum torneio escalado.                       | Nenhum torneio escalado.                                                 |
| 13 de janeiro  | Nenhum torneio escalado.                                                                                    | Nenhum torneio escalado.                                | Nenhum torneio escalado.             | Nenhum torneio escalado.                       | Nenhum torneio escalado.                                                 |
| 20 de janeiro  | Intersport Heilbronn Open Heilbronn, Alemanha €106,500+H – Duro (indoor) – 32S/32Q/16D Simples – Duplas     | Peter Gojowczyk 6–4, 7–5                                | Igor Sijsling                        | Jesse Huta Galung Jiří Veselý                  | Andrea Arnaboldi Jan-Lennard Struff Andreas Haider-Maurer Michael Berrer |
| 20 de janeiro  | Intersport Heilbronn Open Heilbronn, Alemanha €106,500+H – Duro (indoor) – 32S/32Q/16D Simples – Duplas     | Tomasz Bednarek Henri Kontinen 3–6, 7–6(7–3), [12–10]   | Ken Skupski Neal Skupski             | Jesse Huta Galung Jiří Veselý                  | Andrea Arnaboldi Jan-Lennard Struff Andreas Haider-Maurer Michael Berrer |
| 20 de janeiro  | Maui Challenger Maui, Estados Unidos $50,000 – Duro – 32S/32Q/16D Simples – Duplas                          | Bradley Klahn 6–2, 6–3                                  | Yang Tsung-hua                       | Tatsuma Ito Tim Smyczek                        | Denys Molchanov Peter Polansky Takanyi Garanganga Austin Krajicek        |
| 20 de janeiro  | Maui Challenger Maui, Estados Unidos $50,000 – Duro – 32S/32Q/16D Simples – Duplas                          | Denis Kudla Yasutaka Uchiyama 6–3, 6–2                  | Daniel Kosakowski Nicolas Meister    | Tatsuma Ito Tim Smyczek                        | Denys Molchanov Peter Polansky Takanyi Garanganga Austin Krajicek        |
| 20 de janeiro  | Seguros Bolívar Open Bucaramanga Bucaramanga, Colômbia $40,000+H – Saibro – 32S/32Q/16D Simples – Duplas    | Alejandro Falla 7–5, 6–1                                | Paolo Lorenzi                        | Alejandro González Diego Sebastián Schwartzman | André Ghem Facundo Argüello Guido Andreozzi Pere Riba                    |
| 20 de janeiro  | Seguros Bolívar Open Bucaramanga Bucaramanga, Colômbia $40,000+H – Saibro – 32S/32Q/16D Simples – Duplas    | Juan Sebastián Cabal Robert Farah Maksoud 7–6(7–3), 6–3 | Kevin King Juan-Carlos Spir          | Alejandro González Diego Sebastián Schwartzman | André Ghem Facundo Argüello Guido Andreozzi Pere Riba                    |
| 27 de janeiro  | McDonald's Burnie International Burnie, Austrália $50,000 – Duro – 32S/32Q/16D Simples – Duplas             | Matt Reid 6–3 6–2                                       | Hiroki Moriya                        | Jarmere Jenkins Yūichi Ito                     | Matthew Barton Alex Bolt Benjamin Mitchell Christopher O'Connell         |
| 27 de janeiro  | McDonald's Burnie International Burnie, Austrália $50,000 – Duro – 32S/32Q/16D Simples – Duplas             | Matt Reid John-Patrick Smith 6-4, 6-2                   | Toshihide Matsui Danai Udomchoke     | Jarmere Jenkins Yūichi Ito                     | Matthew Barton Alex Bolt Benjamin Mitchell Christopher O'Connell         |
| 27 de janeiro  | Chitré Challenger Chitré, Panamá $40,000+H – Duro – 32S/32Q/16D Simples – Duplas                            | Wayne Odesnik 5-7, 6-4, 6-4                             | Jimmy Wang                           | Daniel Kosakowski Paolo Lorenzi                | Alejandro Falla Malek Jaziri Eduardo Struvay André Ghem                  |
| 27 de janeiro  | Chitré Challenger Chitré, Panamá $40,000+H – Duro – 32S/32Q/16D Simples – Duplas                            | Kevin King Juan-Carlos Spir 7–6(7–5), 6–4               | Alex Llompart Mateo Nicolas Martinez | Daniel Kosakowski Paolo Lorenzi                | Alejandro Falla Malek Jaziri Eduardo Struvay André Ghem                  |

### Fevereiro
| Data            | Torneio | Campeões                                                 | Finalistas                                          | Semi-finalistas                      | Quadrifinalistas                                                     |
| --------------- | --- | -------------------------------------------------------- | --------------------------------------------------- | ------------------------------------ | -------------------------------------------------------------------- |
| 3 de fevereiro  | Challenger de Dallas Dallas, Estados Unidos $100,000 – Duro (indoor) – 32S/32Q/16D Simples – Duplas          | Steve Johnson 6–4, 6–4                                   | Malek Jaziri                                        | Tim Puetz Víctor Estrella Burgos     | Rhyne Williams Samuel Groth Evan King James McGee                    |
| 3 de fevereiro  | Challenger de Dallas Dallas, Estados Unidos $100,000 – Duro (indoor) – 32S/32Q/16D Simples – Duplas          | Samuel Groth Chris Guccione 6–4, 6–2                     | Ryan HarrisRyan Harrison Mark Knowles               | Tim Puetz Víctor Estrella Burgos     | Rhyne Williams Samuel Groth Evan King James McGee                    |
| 3 de fevereiro  | Shriram Capital P.L. Reddy Memorial Challenger Chennai, Índia $50,000 – Duro – 32S/32Q/16D Simples – Duplas  | Yuki Bhambri 4–6, 6–3, 7–5                               | Alexander Kudryavtsev                               | Somdev Devvarman Evgeny Donskoy      | Jordi Samper-Montaña Lucas Pouille Saketh Myneni Sanam Singh         |
| 3 de fevereiro  | Shriram Capital P.L. Reddy Memorial Challenger Chennai, Índia $50,000 – Duro – 32S/32Q/16D Simples – Duplas  | Yuki Bhambri Michael Venus 6–4, 7–6(7–3)                 | N. Sriram Balaji Blaž Rola                          | Somdev Devvarman Evgeny Donskoy      | Jordi Samper-Montaña Lucas Pouille Saketh Myneni Sanam Singh         |
| 3 de fevereiro  | Charles Sturt Adelaide International West Lakes, Austrália $50,000 – Duro – 32S/32Q/16D Simples – Duplas     | Bradley Klahn 6–3, 7–6(11–9)                             | Tatsuma Ito                                         | Hiroki Moriya James Duckworth        | John-Patrick Smith Matthew Barton Maverick Banes Jarmere Jenkins     |
| 3 de fevereiro  | Charles Sturt Adelaide International West Lakes, Austrália $50,000 – Duro – 32S/32Q/16D Simples – Duplas     | Marcus Daniell Jarmere Jenkins 6–4, 6–4                  | Dane Propoggia Jose Rubin Statham                   | Hiroki Moriya James Duckworth        | John-Patrick Smith Matthew Barton Maverick Banes Jarmere Jenkins     |
| 10 de fevereiro | Trofeo Faip–Perrel Bergamo, Itália €42,500+H – Duro (indoor) – 32S/32Q/16D Simples – Duplas                  | Simone Bolelli 7–6(8–6), 6–4                             | Jan-Lennard Struff                                  | Dustin Brown Andrea Arnaboldi        | Laurynas Grigelis Matteo Trevisan Márton Fucsovics Andreas Beck      |
| 10 de fevereiro | Trofeo Faip–Perrel Bergamo, Itália €42,500+H – Duro (indoor) – 32S/32Q/16D Simples – Duplas                  | Karol Beck Michal Mertiňák 4–6, 7–5, [10–6]              | Konstantin Kravchuk Denys Molchanov                 | Dustin Brown Andrea Arnaboldi        | Laurynas Grigelis Matteo Trevisan Márton Fucsovics Andreas Beck      |
| 10 de fevereiro | Open BNP Paribas Banque de Bretagne Quimper, França €42,500+H – Duro (indoor) – 32S/32Q/16D Simples – Duplas | Pierre-Hugues Herbert 7–6(7–5), 6–3                      | Vincent Millot                                      | Grégoire Burquier Gilles Müller      | Mathieu Rodrigues Albano Olivetti Marius Copil Jan Mertl             |
| 10 de fevereiro | Open BNP Paribas Banque de Bretagne Quimper, França €42,500+H – Duro (indoor) – 32S/32Q/16D Simples – Duplas | Pierre-Hugues Herbert Albano Olivetti 6–4, 6–3           | Toni Androić Nikola Mektić                          | Grégoire Burquier Gilles Müller      | Mathieu Rodrigues Albano Olivetti Marius Copil Jan Mertl             |
| 10 de fevereiro | State Bank of India ATP Challenger Tour Kolkata, Índia $50,000 – Duro – 32S/32Q/16D Simples – Duplas         | Ilija Bozoljac 6–1, 6–1                                  | Evgeny Donskoy                                      | Aleksandr Nedovesov Somdev Devvarman | David Guez Agustín Velotti Chen Ti Adrián Menéndez-Maceiras          |
| 10 de fevereiro | State Bank of India ATP Challenger Tour Kolkata, Índia $50,000 – Duro – 32S/32Q/16D Simples – Duplas         | Saketh Myneni Sanam Singh 6–3, 3–6, [10–4]               | Divij Sharan Vishnu Vardhan                         | Aleksandr Nedovesov Somdev Devvarman | David Guez Agustín Velotti Chen Ti Adrián Menéndez-Maceiras          |
| 17 de fevereiro | ONGC–GAIL Delhi Open Nova Deli, Índia $100,000 – Duro – 32S/32Q/16D Simples – Duplas                         | Somdev Devvarman 6–3, 6–1                                | Aleksandr Nedovesov                                 | Ilija Bozoljac Evgeny Donskoy        | Lucas Pouille Illya Marchenko Radu Albot Zhang Ze                    |
| 17 de fevereiro | ONGC–GAIL Delhi Open Nova Deli, Índia $100,000 – Duro – 32S/32Q/16D Simples – Duplas                         | Saketh Myneni Sanam Singh 7–6(7–5), 6–4                  | Sanchai Ratiwatana Sonchat Ratiwatana               | Ilija Bozoljac Evgeny Donskoy        | Lucas Pouille Illya Marchenko Radu Albot Zhang Ze                    |
| 17 de fevereiro | Morelos Open Morelos, México $75,000+H – Duro – 32S/32Q/16D Simples – Duplas                                 | Gerald Melzer 6–1, 6–4                                   | Victor Estrella                                     | Rajeev Ram Malek Jaziri              | Henrique Cunha Nicolas Meister Daniel Kosakowski Carlos Salamanca    |
| 17 de fevereiro | Morelos Open Morelos, México $75,000+H – Duro – 32S/32Q/16D Simples – Duplas                                 | Andrej Martin Gerald Melzer 6–2, 6–4                     | Alejandro Moreno Figueroa Miguel Ángel Reyes-Varela | Rajeev Ram Malek Jaziri              | Henrique Cunha Nicolas Meister Daniel Kosakowski Carlos Salamanca    |
| 17 de fevereiro | Astana Challenger Astana, Cazaquistão $75,000 – Duro (indoor) – 32S/32Q/16D Simples – Duplas                 | Andrey Golubev 6–4, 6–4                                  | Gilles Müller                                       | Nikoloz Basilashvili Farrukh Dustov  | Alexander Kudryavtsev Filip Krajinović Marsel İlhan Matteo Viola     |
| 17 de fevereiro | Astana Challenger Astana, Cazaquistão $75,000 – Duro (indoor) – 32S/32Q/16D Simples – Duplas                 | Sergey Betov Alexander Bury 6–1, 6–4                     | Andrey Golubev Evgeny Korolev                       | Nikoloz Basilashvili Farrukh Dustov  | Alexander Kudryavtsev Filip Krajinović Marsel İlhan Matteo Viola     |
| 24 de fevereiro | Challenger La Manche Cherbourgh, França €64,000+H – Duro (indoor) – 32S/32Q/16D Simples – Duplas             | Kenny de Schepper 3-6, 6-2, 6-3                          | Norbert Gomboš                                      | Farrukh Dustov Ričardas Berankis     | Albano Olivetti Jaroslav Pospíšil Lucas Pouille Dustin Brown         |
| 24 de fevereiro | Challenger La Manche Cherbourgh, França €64,000+H – Duro (indoor) – 32S/32Q/16D Simples – Duplas             | Henri Kontinen Konstantin Kravchuk 6-4, 6-7(3-7), [10-7] | Pierre-Hugues Herbert Albano Olivetti               | Farrukh Dustov Ričardas Berankis     | Albano Olivetti Jaroslav Pospíšil Lucas Pouille Dustin Brown         |
| 24 de fevereiro | ATP Challenger Guangzhou Guangzhou, China $50,000+H – Duro – 32S/32Q/16D Simples – Duplas                    | Blaž Rola 6–7(4–7), 6–4, 6–3                             | Yūichi Sugita                                       | Go Soeda Michael Venus               | Martin Fischer Matthias Bachinger Rui Machado Amir Weintraub         |
| 24 de fevereiro | ATP Challenger Guangzhou Guangzhou, China $50,000+H – Duro – 32S/32Q/16D Simples – Duplas                    | Sanchai Ratiwatana Sonchat Ratiwatana 6–2, 6–4           | Lee Hsin-han Amir Weintraub                         | Go Soeda Michael Venus               | Martin Fischer Matthias Bachinger Rui Machado Amir Weintraub         |
| 24 de fevereiro | Challenger ATP de Salinas Diario Expreso Salinas, Equador $40,000+H – Saibro – 32S/32Q/16D Simples – Duplas  | Víctor Estrella 6–3, 6–4                                 | Andrea Collarini                                    | Renzo Olivo Emilio Gómez             | Carlos Salamanca José Pereira Juan Ignacio Londero Marco Trungelliti |
| 24 de fevereiro | Challenger ATP de Salinas Diario Expreso Salinas, Equador $40,000+H – Saibro – 32S/32Q/16D Simples – Duplas  | Roberto Maytin Fernando Romboli 6–3, 6–4                 | Hugo Dellien Eduardo Schwank                        | Renzo Olivo Emilio Gómez             | Carlos Salamanca José Pereira Juan Ignacio Londero Marco Trungelliti |

### Março
| Data        | Torneio | Campeões                                             | Finalistas                        | Semi-finalistas                          | Quadrifinalistas                                                   |
| ----------- | --- | ---------------------------------------------------- | --------------------------------- | ---------------------------------------- | ------------------------------------------------------------------ |
| 3 de março  | Shimadzu All Japan Indoor Tennis Championships Quioto, Japão $40,000+H – Duro (indoor) – 32S/32Q/16D Simples – Duplas | Martin Fischer 3–6, 7–5, 6–4                         | Tatsuma Ito                       | Go Soeda Marco Chiudinelli               | Hiroki Moriya Andreas Beck Yuuya Kibi Ričardas Berankis            |
| 3 de março  | Shimadzu All Japan Indoor Tennis Championships Quioto, Japão $40,000+H – Duro (indoor) – 32S/32Q/16D Simples – Duplas | Purav Raja Divij Sharan 5–7, 7–6(7–3), [10–4]        | Sanchai Ratiwatana Michael Venus  | Go Soeda Marco Chiudinelli               | Hiroki Moriya Andreas Beck Yuuya Kibi Ričardas Berankis            |
| 10 de março | Dallas Tennis Classic Irving, Estados Unidos $125,000+H – Duro – 32S/32Q/16D Simples – Duplas                         | Lukáš Rosol 6–0, 6–3                                 | Steve Johnson                     | Tobias Kamke Sergiy Stakhovsky           | Benjamin Becker Illya Marchenko Ryan Harrison Tim Smyczek          |
| 10 de março | Dallas Tennis Classic Irving, Estados Unidos $125,000+H – Duro – 32S/32Q/16D Simples – Duplas                         | Santiago González Scott Lipsky 4–6, 7–6(9–7), [10–7] | John-Patrick Smith Michael Venus  | Tobias Kamke Sergiy Stakhovsky           | Benjamin Becker Illya Marchenko Ryan Harrison Tim Smyczek          |
| 10 de março | Kazan Kremlin Cup Kazan, Rússia $75,000+H – Duro (indoor) – 32S/32Q/16D Simples – Duplas                              | Marsel İlhan 7–6(8–6), 6–3                           | Michael Berrer                    | Farrukh Dustov Andrey Kuznetsov          | Albano Olivetti Ričardas Berankis Norbert Gomboš Gilles Müller     |
| 10 de março | Kazan Kremlin Cup Kazan, Rússia $75,000+H – Duro (indoor) – 32S/32Q/16D Simples – Duplas                              | Flavio Cipolla Goran Tošić 3–6, 7–5, [12–10]         | Victor Baluda Konstantin Kravchuk | Farrukh Dustov Andrey Kuznetsov          | Albano Olivetti Ričardas Berankis Norbert Gomboš Gilles Müller     |
| 17 de março | Challenger Banque Nationale Rimouski, Canadá $40,000+H – Duro (indoor) – 32S/32Q/16D Simples – Duplas                 | Samuel Groth 7–6(7–3), 6–2                           | Ante Pavić                        | Austin Krajicek Yūichi Sugita            | Rajeev Ram Andreas Beck Yoshihito Nishioka Daniel Cox              |
| 17 de março | Challenger Banque Nationale Rimouski, Canadá $40,000+H – Duro (indoor) – 32S/32Q/16D Simples – Duplas                 | Edward Corrie Daniel Smethurst 6–2, 6–1              | Germain Gigounon Olivier Rochus   | Austin Krajicek Yūichi Sugita            | Rajeev Ram Andreas Beck Yoshihito Nishioka Daniel Cox              |
| 17 de março | Visit Panamá Cup Cidade do Panamá, Panamá $40,000+H – Saibro – 32S/32Q/16D Simples – Duplas                           | Pere Riba 7–5, 5–7, 6–2                              | Blaž Rola                         | Albert Ramos Gerald Melzer               | Adrian Ungur Andreas Haider-Maurer Pablo Cuevas Guido Andreozzi    |
| 17 de março | Visit Panamá Cup Cidade do Panamá, Panamá $40,000+H – Saibro – 32S/32Q/16D Simples – Duplas                           | František Čermák Michail Elgin 4–6, 6–3, [10–8]      | Martín Alund Guillermo Duran      | Albert Ramos Gerald Melzer               | Adrian Ungur Andreas Haider-Maurer Pablo Cuevas Guido Andreozzi    |
| 24 de março | Jalisco Open Guadalajara, México $100,000+H – Duro – 32S/32Q/16D Simples – Duplas                                     | Gilles Müller 6–2, 6–2                               | Denis Kudla                       | Rajeev Ram Jan-Lennard Struff            | Dustin Brown Takanyi Garanganga Ante Pavić Marcelo Arévalo         |
| 24 de março | Jalisco Open Guadalajara, México $100,000+H – Duro – 32S/32Q/16D Simples – Duplas                                     | César Ramírez Miguel Ángel Reyes-Varela 6–4, 6–2     | Andre Begemann Matthew Ebden      | Rajeev Ram Jan-Lennard Struff            | Dustin Brown Takanyi Garanganga Ante Pavić Marcelo Arévalo         |
| 24 de março | Seguros Bolívar Open Barranquilla Barranquilla, Colômbia $40,000+H – Saibro – 32S/32Q/16D Simples – Duplas            | Pablo Cuevas 6–3, 6–1                                | Martin Kližan                     | Adrian Ungur Albert Ramos                | Alejandro Falla Andreas Haider-Maurer Blaž Rola Pere Riba          |
| 24 de março | Seguros Bolívar Open Barranquilla Barranquilla, Colômbia $40,000+H – Saibro – 32S/32Q/16D Simples – Duplas            | Pablo Cuevas Pere Riba 6–4, 6–3                      | František Čermák Michail Elgin    | Adrian Ungur Albert Ramos                | Alejandro Falla Andreas Haider-Maurer Blaž Rola Pere Riba          |
| 31 de março | Open Guadeloupe Le Gosier, Guadalupe $100,000+H – Duro – 32S/32Q/16D Simples – Duplas                                 | Steve Johnson 6–1, 6–7(5–7), 7–6(7–2)                | Kenny de Schepper                 | Michael Russell Thomas Fabbiano          | Daniel Muñoz de la Nava Fabrice Martin Denis Kudla Olivier Rochus  |
| 31 de março | Open Guadeloupe Le Gosier, Guadalupe $100,000+H – Duro – 32S/32Q/16D Simples – Duplas                                 | Tomasz Bednarek Adil Shamasdin 7–5, 6–7(5–7), [10–8] | Gero Kretschmer Michael Venus     | Michael Russell Thomas Fabbiano          | Daniel Muñoz de la Nava Fabrice Martin Denis Kudla Olivier Rochus  |
| 31 de março | Open Harmonie mutuelle Saint-Brieuc, França €35,000+H – Duro (indoor) – 32S/32Q/16D Simples – Duplas                  | Andreas Beck 7–5, 6–3                                | Grégoire Burquier                 | David Guez Evgeny Donskoy                | Jan Hernych Michael Berrer Jules Marie Enzo Couacaud               |
| 31 de março | Open Harmonie mutuelle Saint-Brieuc, França €35,000+H – Duro (indoor) – 32S/32Q/16D Simples – Duplas                  | Dominik Meffert Tim Puetz 6–4, 6–3                   | Victor Baluda Philipp Marx        | David Guez Evgeny Donskoy                | Jan Hernych Michael Berrer Jules Marie Enzo Couacaud               |
| 31 de março | Challenger Ficrea León, México $40,000+H – Duro – 32S/32Q/16D Simples – Duplas                                        | Rajeev Ram 6–2, 6–2                                  | Samuel Groth                      | Adrián Menéndez-Maceiras Agustín Velotti | Yūichi Sugita Pierre-Hugues Herbert Austin Krajicek Marcus Daniell |
| 31 de março | Challenger Ficrea León, México $40,000+H – Duro – 32S/32Q/16D Simples – Duplas                                        | Samuel Groth Chris Guccione 6–3, 6–4                 | Marcus Daniell Artem Sitak        | Adrián Menéndez-Maceiras Agustín Velotti | Yūichi Sugita Pierre-Hugues Herbert Austin Krajicek Marcus Daniell |

### Abril
| Data        | Torneio | Campeões                                                   | Finalistas                               | Semi-finalistas                         | Quadrifinalistas                                                         |
| ----------- | --- | ---------------------------------------------------------- | ---------------------------------------- | --------------------------------------- | ------------------------------------------------------------------------ |
| 7 de abril  | Mersin Cup Mersin, Turquia €64,000 – Saibro – 32S/32Q/16D Simples – Duplas                                   | Damir Džumhur 7–6(7–4), 6–3                                | Pere Riba                                | Aljaž Bedene Matteo Viola               | Norbert Gomboš Simone Bolelli Julian Reister Thomas Fabbiano             |
| 7 de abril  | Mersin Cup Mersin, Turquia €64,000 – Saibro – 32S/32Q/16D Simples – Duplas                                   | Radu Albot Jaroslav Pospíšil 7–6(9–7), 6–1                 | Thomas Fabbiano Matteo Viola             | Aljaž Bedene Matteo Viola               | Norbert Gomboš Simone Bolelli Julian Reister Thomas Fabbiano             |
| 7 de abril  | Taroii Open de Tênis Itajaí, Brasil $40,000+H – Saibro – 32S/32Q/16D Simples – Duplas                        | Facundo Argüello 4–6, 6–0, 6–4                             | Diego Sebastián Schwartzman              | Andrés Molteni João Souza               | André Ghem Kimmer Coppejans Axel Michon Guido Andreozzi                  |
| 7 de abril  | Taroii Open de Tênis Itajaí, Brasil $40,000+H – Saibro – 32S/32Q/16D Simples – Duplas                        | Máximo González Eduardo Schwank 6–2, 6–3                   | André Sá João Souza                      | Andrés Molteni João Souza               | André Ghem Kimmer Coppejans Axel Michon Guido Andreozzi                  |
| 14 de abril | Sarasota Open Sarasota, Estados Unidos $100,000 – Duro – 32S/32Q/16D Simples – Duplas                        | Nick Kyrgios 7–6(12–10), 6–4                               | Filip Krajinović                         | Gerald Melzer Daniel Kosakowski         | Farrukh Dustov Taro Daniel James Ward Donald Young                       |
| 14 de abril | Sarasota Open Sarasota, Estados Unidos $100,000 – Duro – 32S/32Q/16D Simples – Duplas                        | Marin Draganja Henri Kontinen 7–5, 5–7, [10–6]             | Rubén Ramírez Hidalgo Franko Škugor      | Gerald Melzer Daniel Kosakowski         | Farrukh Dustov Taro Daniel James Ward Donald Young                       |
| 14 de abril | San Luis Open Challenger San Luis Potosí, México $40,000+H – Saibro – 32S/32Q/16D Simples – Duplas           | Paolo Lorenzi 6–1, 6–3                                     | Adrián Menéndez-Maceiras                 | Marcelo Arévalo Víctor Estrella Burgos  | Nils Langer Nicolás Barrientos Alessio di Mauro Agustín Velotti          |
| 14 de abril | San Luis Open Challenger San Luis Potosí, México $40,000+H – Saibro – 32S/32Q/16D Simples – Duplas           | Kevin King Juan Carlos Spir 6–3, 6–4                       | Adrián Menéndez-Maceiras Agustín Velotti | Marcelo Arévalo Víctor Estrella Burgos  | Nils Langer Nicolás Barrientos Alessio di Mauro Agustín Velotti          |
| 14 de abril | Cachantún Cup Santiago, Chile $40,000+H – Saibro – 32S/32Q/16D Simples – Duplas                              | Thiemo de Bakker 4–6, 7–6(12–10), 6–1                      | James Duckworth                          | Hans Podlipnik Louk Sorensen            | Eduardo Schwank Federico Coria Wayne Odesnik Facundo Argüello            |
| 14 de abril | Cachantún Cup Santiago, Chile $40,000+H – Saibro – 32S/32Q/16D Simples – Duplas                              | Christian Garin Nicolas Jarry Walkover                     | Jorge Aguilar Hans Podlipnik             | Hans Podlipnik Louk Sorensen            | Eduardo Schwank Federico Coria Wayne Odesnik Facundo Argüello            |
| 14 de abril | IS Open de Tênis São Paulo, Brasil $40,000+H – Saibro – 32S/32Q/16D Simples – Duplas                         | Rogério Dutra Silva 6–4, 6–2                               | Blaž Rola                                | Axel Michon Gastão Elias                | Máximo González João Souza Horacio Zeballos Guido Pella                  |
| 14 de abril | IS Open de Tênis São Paulo, Brasil $40,000+H – Saibro – 32S/32Q/16D Simples – Duplas                         | Guido Pella Diego Sebastián Schwartzman 1-6, 6–3, [10-4]   | Máximo González Andrés Molteni           | Axel Michon Gastão Elias                | Máximo González João Souza Horacio Zeballos Guido Pella                  |
| 21 de abril | Savannah Challenger Savannah, Estados Unidos $50,000 – Saibro (Verde) – 32S/32Q/16D Simples – Duplas         | Nick Kyrgios 2-6, 7–6(7–4), 6–4                            | Jack Sock                                | Facundo Bagnis Filip Krajinović         | Alex Kuznetsov Frank Dancevic Alex Bogomolov, Jr. Illya Marchenko        |
| 21 de abril | Savannah Challenger Savannah, Estados Unidos $50,000 – Saibro (Verde) – 32S/32Q/16D Simples – Duplas         | Ilija Bozoljac Michael Venus 7-5, 6-2                      | Facundo Bagnis Alex Bogomolov, Jr.       | Facundo Bagnis Filip Krajinović         | Alex Kuznetsov Frank Dancevic Alex Bogomolov, Jr. Illya Marchenko        |
| 21 de abril | Shenzhen Challenger Shenzhen, China $50,000+H – Duro – 32S/32Q/16D Simples – Duplas                          | Gilles Müller 7–6(7–4), 6–3                                | Lukáš Lacko                              | Lu Yen-hsun Hiroki Moriya               | Tatsuma Ito Zhang Ze Marco Chiudinelli Matt Reid                         |
| 21 de abril | Shenzhen Challenger Shenzhen, China $50,000+H – Duro – 32S/32Q/16D Simples – Duplas                          | Samuel Groth Chris Guccione 6–3, 7–6(7–5)                  | Dominik Meffert Tim Puetz                | Lu Yen-hsun Hiroki Moriya               | Tatsuma Ito Zhang Ze Marco Chiudinelli Matt Reid                         |
| 21 de abril | Campeonato Internacional de Tênis de Santos Santos, Brasil $40,000+H – Saibro – 32S/32Q/16D Simples – Duplas | Máximo González 7–5, 6–3                                   | Gastão Elias                             | Axel Michon Diego Sebastián Schwartzman | Denis Kudla Guido Pella Thiemo de Bakker Wayne Odesnik                   |
| 21 de abril | Campeonato Internacional de Tênis de Santos Santos, Brasil $40,000+H – Saibro – 32S/32Q/16D Simples – Duplas | Máximo González Andrés Molteni 7–5, 6–4                    | Guillermo Duran Renzo Olivo              | Axel Michon Diego Sebastián Schwartzman | Denis Kudla Guido Pella Thiemo de Bakker Wayne Odesnik                   |
| 21 de abril | Citta' di Vercelli - Trofeo Multimed Vercelli, Itália €42,500 – Saibro – 32S/32Q/16D Simples – Duplas        | Simone Bolelli 6–2, 6–2                                    | Mate Delic                               | Marco Cecchinato Andrea Arnaboldi       | Potito Starace Stefano Travaglia Kyle Edmund Jonathan Eysseric           |
| 21 de abril | Citta' di Vercelli - Trofeo Multimed Vercelli, Itália €42,500 – Saibro – 32S/32Q/16D Simples – Duplas        | Matteo Donati Stefano Napolitano 7–6(7–2), 6-3             | Pierre-Hugues Herbert Albano Olivetti    | Marco Cecchinato Andrea Arnaboldi       | Potito Starace Stefano Travaglia Kyle Edmund Jonathan Eysseric           |
| 28 de abril | Tunis Open Tunis, Tunísia $125,000+H – Saibro – 32S/32Q/16D Simples – Duplas                                 | Simone Bolelli 6–4, 6–2                                    | Julian Reister                           | Mate Delić Marsel İlhan                 | Andrea Arnaboldi Adrian Ungur Evgeny Donskoy Ante Pavić                  |
| 28 de abril | Tunis Open Tunis, Tunísia $125,000+H – Saibro – 32S/32Q/16D Simples – Duplas                                 | Pierre-Hugues Herbert Adil Shamasdin 6–3, 7–6(7–5)         | Stephan Fransen Jesse Huta Galung        | Mate Delić Marsel İlhan                 | Andrea Arnaboldi Adrian Ungur Evgeny Donskoy Ante Pavić                  |
| 28 de abril | Prosperita Open Ostrava, República Tcheca €85,000+H – Saibro – 32S/32Q/16D Simples – Duplas                  | Andrey Kuznetsov 2–6, 6–3, 6–0                             | Miloslav Mečíř Jr.                       | Blaž Rola Andreas Haider-Maurer         | Radek Štěpánek Lorenzo Giustino Adrián Menéndez-Maceiras Stéphane Robert |
| 28 de abril | Prosperita Open Ostrava, República Tcheca €85,000+H – Saibro – 32S/32Q/16D Simples – Duplas                  | Andrey Kuznetsov Adrián Menéndez-Maceiras 4–6, 6–3, [10–8] | Alessandro Motti Matteo Viola            | Blaž Rola Andreas Haider-Maurer         | Radek Štěpánek Lorenzo Giustino Adrián Menéndez-Maceiras Stéphane Robert |
| 28 de abril | Santaizi ATP Challenger Taipé, Taiwan $75,000 – Carpete (c) – 32S/32Q/16D Simples – Duplas                   | Gilles Müller 6–3, 6–3                                     | John-Patrick Smith                       | Tatsuma Ito Go Soeda                    | Amir Weintraub Hiroki Moriya Jimmy Wang Lukáš Lacko                      |
| 28 de abril | Santaizi ATP Challenger Taipé, Taiwan $75,000 – Carpete (c) – 32S/32Q/16D Simples – Duplas                   | Samuel Groth Chris Guccione 6–4, 5–7, [10–8]               | Austin Krajicek John-Patrick Smith       | Tatsuma Ito Go Soeda                    | Amir Weintraub Hiroki Moriya Jimmy Wang Lukáš Lacko                      |
| 28 de abril | ATP Challenger China Int'l Anning, China $50,000+H – Saibro – 32S/32Q/16D Simples – Duplas                   | Alex Bolt 6–2, 7–5                                         | Nikola Mektić                            | Borna Ćorić Jordan Thompson             | Chase Buchanan Matt Reid Andrew Whittington Grega Žemlja                 |
| 28 de abril | ATP Challenger China Int'l Anning, China $50,000+H – Saibro – 32S/32Q/16D Simples – Duplas                   | Alex Bolt Andrew Whittington 6–4, 6–3                      | Daniel Cox Gong Maoxin                   | Borna Ćorić Jordan Thompson             | Chase Buchanan Matt Reid Andrew Whittington Grega Žemlja                 |
| 28 de abril | Tallahassee Tennis Challenger Tallahassee, Estados Unidos $50,000 – Saibro – 32S/32Q/16D Simples – Duplas    | Robby Ginepri 6–3, 6–4                                     | Frank Dancevic                           | Donald Young James McGee                | Alex Kuznetsov Gerald Melzer James Ward Yoshihito Nishioka               |
| 28 de abril | Tallahassee Tennis Challenger Tallahassee, Estados Unidos $50,000 – Saibro – 32S/32Q/16D Simples – Duplas    | Ryan Agar Sebastian Bader 6–4, 7–6(7–3)                    | Bjorn Fratangelo Mitchell Krueger        | Donald Young James McGee                | Alex Kuznetsov Gerald Melzer James Ward Yoshihito Nishioka               |
| 28 de abril | Seguros Bolívar Open Cali Cali, Colômbia $40,000+H – Saibro – 32S/32Q/16D Simples – Duplas                   | Gonzalo Lama 6–3, 4–6, 6–3                                 | Marco Trungelliti                        | Facundo Bagnis Arthur De Greef          | Paolo Lorenzi David Souto James Duckworth Sherif Sabry                   |
| 28 de abril | Seguros Bolívar Open Cali Cali, Colômbia $40,000+H – Saibro – 32S/32Q/16D Simples – Duplas                   | Facundo Bagnis Eduardo Schwank 6–3, 6–3                    | Nicolás Barrientos Eduardo Struvay       | Facundo Bagnis Arthur De Greef          | Paolo Lorenzi David Souto James Duckworth Sherif Sabry                   |

### Maio
| Data       | Torneio | Campeões                                                      | Finalistas                           | Semi-finalistas                        | Quadrifinalistas                                                         |
| ---------- | --- | ------------------------------------------------------------- | ------------------------------------ | -------------------------------------- | ------------------------------------------------------------------------ |
| 5 de maio  | Open du Pays d'Aix Aix-en-Provence, França €64,000 – Saibro – 32S/32Q/16D Singles – Duplas                 | Diego Sebastián Schwartzman 6–7(4–7), 6–3, 6–2                | Andreas Beck                         | Rubén Ramírez Hidalgo Yann Marti       | Jordi Samper Montaña Jonathan Eysseric Jan Hernych Albano Olivetti       |
| 5 de maio  | Open du Pays d'Aix Aix-en-Provence, França €64,000 – Saibro – 32S/32Q/16D Singles – Duplas                 | Diego Sebastián Schwartzman Horacio Zeballos 6–4, 3–6, [10–5] | Andreas Beck Martin Fischer          | Rubén Ramírez Hidalgo Yann Marti       | Jordi Samper Montaña Jonathan Eysseric Jan Hernych Albano Olivetti       |
| 5 de maio  | Adidas International Gimcheon Gimcheon, Coreia do Sul $50,000 – Duro – 32S/32Q/16D Simples – Duplas        | Gilles Müller 7–6(7–5), 5–7, 6–4                              | Tatsuma Ito                          | Lukáš Lacko Yūichi Sugita              | Amir Weintraub Samuel Groth Luke Saville Rajeev Ram                      |
| 5 de maio  | Adidas International Gimcheon Gimcheon, Coreia do Sul $50,000 – Duro – 32S/32Q/16D Simples – Duplas        | Samuel Groth Chris Guccione 6–7(5–7), 7–5, [10–4]             | Austin Krajicek John-Patrick Smith   | Lukáš Lacko Yūichi Sugita              | Amir Weintraub Samuel Groth Luke Saville Rajeev Ram                      |
| 5 de maio  | Rome Open Roma, Itália €42,500+H – Saibro – 32S/32Q/16D Simples – Duplas                                   | Julian Reister 6–3, 6–2                                       | Pablo Cuevas                         | Marco Cecchinato Filippo Volandri      | Máximo González Lorenzo Giustino Taro Daniel Miloslav Mečíř Jr.          |
| 5 de maio  | Rome Open Roma, Itália €42,500+H – Saibro – 32S/32Q/16D Simples – Duplas                                   | Radu Albot Artem Sitak 4–6, 6–2, [11–9]                       | Andrea Arnaboldi Flavio Cipolla      | Marco Cecchinato Filippo Volandri      | Máximo González Lorenzo Giustino Taro Daniel Miloslav Mečíř Jr.          |
| 12 de maio | BNP Paribas Primrose Bordeaux Bordeaux, França €85,000+H – Saibro – 32S/32Q/16D Simples – Duplas           | Julien Benneteau 6–3, 6–2                                     | Steve Johnson                        | Kenny de Schepper Juan Ignacio Londero | Jiří Veselý Malek Jaziri David Guez David Goffin                         |
| 12 de maio | BNP Paribas Primrose Bordeaux Bordeaux, França €85,000+H – Saibro – 32S/32Q/16D Simples – Duplas           | Marc Gicquel Sergiy Stakhovsky Walkover                       | Ryan Harrison Alex Kuznetsov         | Kenny de Schepper Juan Ignacio Londero | Jiří Veselý Malek Jaziri David Guez David Goffin                         |
| 12 de maio | Busan Open Challenger Tennis Busan, Coreia do Sul $75,000+H – Duro – 32S/32Q/16D Simples – Duplas          | Go Soeda 6–3, 7–6(7–5)                                        | Jimmy Wang                           | Chung Hyeon Marco Chiudinelli          | Austin Krajicek Amir Weintraub Konstantin Kravchuk Nam Ji-sung           |
| 12 de maio | Busan Open Challenger Tennis Busan, Coreia do Sul $75,000+H – Duro – 32S/32Q/16D Simples – Duplas          | Sanchai Ratiwatana Sonchat Ratiwatana 6–4, 6–4                | Jamie Delgado John-Patrick Smith     | Chung Hyeon Marco Chiudinelli          | Austin Krajicek Amir Weintraub Konstantin Kravchuk Nam Ji-sung           |
| 12 de maio | Heilbronner Neckarcup Heilbronn, Alemanha €35,000+H – Saibro – 32S/32Q/16D Simples – Duplas                | Jan-Lennard Struff 6–2, 7–6(7–5)                              | Márton Fucsovics                     | Thanasi Kokkinakis Andrej Martin       | André Ghem Marsel İlhan Andrey Kuznetsov Blaž Kavčič                     |
| 12 de maio | Heilbronner Neckarcup Heilbronn, Alemanha €35,000+H – Saibro – 32S/32Q/16D Simples – Duplas                | Andre Begemann Tim Puetz 6–3, 6–3                             | Jesse Huta Galung Rameez Junaid      | Thanasi Kokkinakis Andrej Martin       | André Ghem Marsel İlhan Andrey Kuznetsov Blaž Kavčič                     |
| 12 de maio | Samarkand Challenger Samarcanda, Uzbequistão $50,000 – Saibro – 32S/32Q/16D Simples – Duplas               | Farrukh Dustov 7–6(7–4), 6–1                                  | Aslan Karatsev                       | Boy Westerhof Gerald Melzer            | Karen Khachanov Valery Rudnev Alexander Lobkov Alexander Bury            |
| 12 de maio | Samarkand Challenger Samarcanda, Uzbequistão $50,000 – Saibro – 32S/32Q/16D Simples – Duplas               | Sergey Betov Alexander Bury 6–4, 6–3                          | Shonigmatjon Shofayziyev Vaja Uzakov | Boy Westerhof Gerald Melzer            | Karen Khachanov Valery Rudnev Alexander Lobkov Alexander Bury            |
| 19 de maio | Karshi Challenger Qarshi, Uzbequistão $50,000 – Duro – 32S/32Q/16D Simples – Duplas                        | Nikoloz Basilashvili 7–6(7–2), 6–2                            | Chase Buchanan                       | Jeevan Nedunchezhiyan Aslan Karatsev   | Alexander Kudryavtsev Mikhail Ledovskikh Yasutaka Uchiyama Saketh Myneni |
| 19 de maio | Karshi Challenger Qarshi, Uzbequistão $50,000 – Duro – 32S/32Q/16D Simples – Duplas                        | Sergey Betov Alexander Bury 7–5, 1–6, [10–6]                  | Gong Maoxin Peng Hsien-yin           | Jeevan Nedunchezhiyan Aslan Karatsev   | Alexander Kudryavtsev Mikhail Ledovskikh Yasutaka Uchiyama Saketh Myneni |
| 26 de maio | Internazionali di Tennis Citta' di Vicenza Vicenza, Itália €42,500 – Saibro – 32S/32Q/16D Simples – Duplas | Filip Krajinović 6-4, 6-4                                     | Norbert Gomboš                       | Yoshihito Nishioka Gerard Granollers   | Andrej Martin Juan Ignacio Londero Matteo Donati Ruben Bemelmans         |
| 26 de maio | Internazionali di Tennis Citta' di Vicenza Vicenza, Itália €42,500 – Saibro – 32S/32Q/16D Simples – Duplas | Andrej Martin Igor Zelenay 6–1, 7–5                           | Błażej Koniusz Mateusz Kowalczyk     | Yoshihito Nishioka Gerard Granollers   | Andrej Martin Juan Ignacio Londero Matteo Donati Ruben Bemelmans         |

### Junho
| Data        | Torneio | Campeões                                               | Finalistas                                     | Semi-finalistas                           | Quadrifinalistas                                                                 |
| ----------- | --- | ------------------------------------------------------ | ---------------------------------------------- | ----------------------------------------- | -------------------------------------------------------------------------------- |
| 2 de junho  | UniCredit Czech Open Prostějov, República Checa €106,500+H – Saibro – 32S/27Q/16D Simples – Duplas            | Jiří Veselý 6-2, 6-2                                   | Norbert Gomboš                                 | Radek Štěpánek Adam Pavlásek              | Axel Michon Mikhail Kukushkin Lukáš Rosol Julian Reister                         |
| 2 de junho  | UniCredit Czech Open Prostějov, República Checa €106,500+H – Saibro – 32S/27Q/16D Simples – Duplas            | Andre Begemann Lukáš Rosol 6–1, 6–2                    | Peter Polansky Adil Shamasdin                  | Radek Štěpánek Adam Pavlásek              | Axel Michon Mikhail Kukushkin Lukáš Rosol Julian Reister                         |
| 2 de junho  | Aegon Trophy Nottingham, Great Britain €64,000 – Grama – 32S/32Q/16D Simples – Duplas                         | Marcos Baghdatis 6–4, 6–3                              | Marinko Matosevic                              | Igor Sijsling Gilles Müller               | Martin Fischer Kenny de Schepper Dimitar Kutrovsky Steve Johnson                 |
| 2 de junho  | Aegon Trophy Nottingham, Great Britain €64,000 – Grama – 32S/32Q/16D Simples – Duplas                         | Chris Guccione Rajeev Ram 6–7(2–7), 6–2, [11–9]        | Colin Fleming André Sá                         | Igor Sijsling Gilles Müller               | Martin Fischer Kenny de Schepper Dimitar Kutrovsky Steve Johnson                 |
| 2 de junho  | XII Venice Challenge Save Cup Mestre, Itália €42,500+H – Saibro – 32S/22Q/16D Simples – Duplas                | Pablo Cuevas 6–4, 4–6, 6–2                             | Marco Cecchinato                               | Paolo Lorenzi Daniel Gimeno Traver        | Thomas Fabbiano Andrea Collarini Andrea Arnaboldi Facundo Bagnis                 |
| 2 de junho  | XII Venice Challenge Save Cup Mestre, Itália €42,500+H – Saibro – 32S/22Q/16D Simples – Duplas                | Pablo Cuevas Horacio Zeballos 6–4, 6–1                 | Daniele Bracciali Potito Starace               | Paolo Lorenzi Daniel Gimeno Traver        | Thomas Fabbiano Andrea Collarini Andrea Arnaboldi Facundo Bagnis                 |
| 2 de junho  | BRD Arad Challenger Arad, Romênia €35,000+H – Saibro – 32S/22Q/16D Simples – Duplas                           | Damir Džumhur 6–4, 7–6(7–3)                            | Pere Riba                                      | Lucas Pouille Chase Buchanan              | Petru-Alexandru Luncanu Martín Cuevas Nikola Čačić Uladzimir Ignatik             |
| 2 de junho  | BRD Arad Challenger Arad, Romênia €35,000+H – Saibro – 32S/22Q/16D Simples – Duplas                           | Franko Škugor Antonio Veić 6–4, 7–6(7–3)               | Radu Albot Artem Sitak                         | Lucas Pouille Chase Buchanan              | Petru-Alexandru Luncanu Martín Cuevas Nikola Čačić Uladzimir Ignatik             |
| 2 de junho  | Franken Challenge Fürth, Alemanha €35,000+H – Saibro – 32S/24Q/16D Simples – Duplas                           | Tobias Kamke 6–3, 6–2                                  | Iñigo Cervantes Huegun                         | Andrej Martin Andreas Haider-Maurer       | Giovanni Lapentti Adrián Menéndez-Maceiras Grégoire Burquier Louk Sorensen       |
| 2 de junho  | Franken Challenge Fürth, Alemanha €35,000+H – Saibro – 32S/24Q/16D Simples – Duplas                           | Gerard Granollers Jordi Samper Montaña 7–6(7–1), 6–2   | Adrián Menéndez-Maceiras Rubén Ramírez Hidalgo | Andrej Martin Andreas Haider-Maurer       | Giovanni Lapentti Adrián Menéndez-Maceiras Grégoire Burquier Louk Sorensen       |
| 9 de junho  | Città di Caltanissetta Caltanissetta, Itália €106,500+H – Saibro – 32S/24Q/16D Simples – Duplas               | Pablo Carreño 4–6, 6–4, 6–1                            | Facundo Bagnis                                 | João Souza Gonzalo Lama                   | Pablo Cuevas Mate Delić Potito Starace Pablo Andújar                             |
| 9 de junho  | Città di Caltanissetta Caltanissetta, Itália €106,500+H – Saibro – 32S/24Q/16D Simples – Duplas               | Daniele Bracciali Potito Starace 6–3, 6–3              | Pablo Carreño Enrique Lopez-Perez              | João Souza Gonzalo Lama                   | Pablo Cuevas Mate Delić Potito Starace Pablo Andújar                             |
| 9 de junho  | Aegon Nottingham Challenge Nottingham, Reino Unido €64,000 – Grama – 32S/32Q/16D Simples – Duplas             | Nick Kyrgios 7–6(7–3), 7–6(9–7)                        | Samuel Groth                                   | Miloslav Mečíř, Jr. Rajeev Ram            | Filip Krajinović Marius Copil Tatsuma Ito Gilles Müller                          |
| 9 de junho  | Aegon Nottingham Challenge Nottingham, Reino Unido €64,000 – Grama – 32S/32Q/16D Simples – Duplas             | Rameez Junaid Michael Venus 4–6, 7–6(7–1), [10–6]      | Ruben Bemelmans Go Soeda                       | Miloslav Mečíř, Jr. Rajeev Ram            | Filip Krajinović Marius Copil Tatsuma Ito Gilles Müller                          |
| 9 de junho  | Fergana Challenger Fergana, Uzbequistão $50,000 – Duro – 32S/29Q/16D Simples – Duplas                         | Blaž Kavčič 6–4, 7–6(10–8)                             | Alexander Kudryavtsev                          | Denys Molchanov Egor Gerasimov            | Alexander Lobkov Shuichi Sekiguchi Nicolás Barrientos Valery Rudnev              |
| 9 de junho  | Fergana Challenger Fergana, Uzbequistão $50,000 – Duro – 32S/29Q/16D Simples – Duplas                         | Sergey Betov Alexander Bury 6–7(6–8), 7–6(7–1), [10–3] | Nicolás Barrientos Stanislav Vovk              | Denys Molchanov Egor Gerasimov            | Alexander Lobkov Shuichi Sekiguchi Nicolás Barrientos Valery Rudnev              |
| 9 de junho  | Prague Open Praga, República Checa €42,500 – Saibro – 32S/32Q/16D Simples – Duplas                            | Lukáš Rosol 3–6, 6–4, 6–4                              | Jiří Veselý                                    | Michael Lammer Zhang Ze                   | Lorenzo Giustino Roberto Marcora Steven Diez Rubén Ramírez Hidalgo               |
| 9 de junho  | Prague Open Praga, República Checa €42,500 – Saibro – 32S/32Q/16D Simples – Duplas                            | Roman Jebavý Jiří Veselý 6–1, 6–3                      | Lee Hsin-han Zhang Ze                          | Michael Lammer Zhang Ze                   | Lorenzo Giustino Roberto Marcora Steven Diez Rubén Ramírez Hidalgo               |
| 9 de junho  | Internationaux de Tennis de BLOIS Blois, França €35,000+H – Saibro – 32S/12Q/16D Simples – Duplas             | Máximo González 6–2, 6–3                               | Gastão Elias                                   | Gianni Mina Mathieu Rodrigues             | Jonathan Eysseric Duilio Beretta Roberto Ortega-Olmedo Vincent Millot            |
| 9 de junho  | Internationaux de Tennis de BLOIS Blois, França €35,000+H – Saibro – 32S/12Q/16D Simples – Duplas             | Tristan Lamasine Laurent Lokoli 7–5, 6–0               | Guillermo Duran Máximo González                | Gianni Mina Mathieu Rodrigues             | Jonathan Eysseric Duilio Beretta Roberto Ortega-Olmedo Vincent Millot            |
| 9 de junho  | Košice Open Košice, Eslováquia €35,000+H – Saibro – 32S/22Q/16D Simples – Duplas                              | Frank Dancevic 6–2, 3–6, 6–2                           | Norbert Gomboš                                 | Lucas Pouille Uladzimir Ignatik           | Aldin Šetkić Radu Albot André Ghem Facundo Argüello                              |
| 9 de junho  | Košice Open Košice, Eslováquia €35,000+H – Saibro – 32S/22Q/16D Simples – Duplas                              | Facundo Argüello Ariel Behar 6–4, 7–6(7–4)             | Andriej Kapaś Błażej Koniusz                   | Lucas Pouille Uladzimir Ignatik           | Aldin Šetkić Radu Albot André Ghem Facundo Argüello                              |
| 16 de junho | Tianjin Health Industry Park Tianjin, China $50,000+H – Duro – 32S/31Q/16D Simples – Duplas                   | Blaž Kavčič 6–2, 3–6, 7–5                              | Alexander Kudryavtsev                          | Wu Di Valery Rudnev                       | Chen Ti Josselin Ouanna Mikhail Ledovskikh Danai Udomchoke                       |
| 16 de junho | Tianjin Health Industry Park Tianjin, China $50,000+H – Duro – 32S/31Q/16D Simples – Duplas                   | Robin Kern Josselin Ouanna 6–7(3–7), 7–5, [10–8]       | Jason Jung Evan King                           | Wu Di Valery Rudnev                       | Chen Ti Josselin Ouanna Mikhail Ledovskikh Danai Udomchoke                       |
| 16 de junho | Marrocos Tennis Tour – Mohammedia Mohammedia, Marrocos €42,500 – Saibro – 32S/14Q/16D Simples – Duplas        | Pablo Carreño 7–6(7–2), 2–6, 6–2                       | Daniel Muñoz de la Nava                        | Joris De Loore Nicolas Jarry              | Fabiano de Paula Juan-Samuel Arauzo-Martinez Peđa Krstin Sherif Sabry            |
| 16 de junho | Marrocos Tennis Tour – Mohammedia Mohammedia, Marrocos €42,500 – Saibro – 32S/14Q/16D Simples – Duplas        | Fabiano de Paula Mohamed Safwat 6–2, 3–6, [10–6]       | Richard Becker Elie Rousset                    | Joris De Loore Nicolas Jarry              | Fabiano de Paula Juan-Samuel Arauzo-Martinez Peđa Krstin Sherif Sabry            |
| 16 de junho | Aspria Tennis Cup – Trofeo CDI Milão, Itália €35,000+H – Saibro – 32S/32Q/16D Simples – Duplas                | Albert Ramos 6–3, 7–5                                  | Pere Riba                                      | Máximo González Marco Cecchinato          | Artem Smirnov Facundo Argüello Antonio Veić Juan Lizariturry                     |
| 16 de junho | Aspria Tennis Cup – Trofeo CDI Milão, Itália €35,000+H – Saibro – 32S/32Q/16D Simples – Duplas                | Guillermo Duran Máximo González 6–3, 6–3               | James Cerretani Frank Moser                    | Máximo González Marco Cecchinato          | Artem Smirnov Facundo Argüello Antonio Veić Juan Lizariturry                     |
| 23 de junho | ATP Challenger China International – Nanchang Nanchang, China $50,000+H – Duro – 32S/24Q/16D Simples – Duplas | Go Soeda 6-3, 2-6, 7-6(7-3)                            | Blaž Kavčič                                    | Zhang Ze Chung Hyeon                      | Yang Tsung-hua Jason Jung Alexander Kudryavtsev Toshihide Matsui                 |
| 23 de junho | ATP Challenger China International – Nanchang Nanchang, China $50,000+H – Duro – 32S/24Q/16D Simples – Duplas | Chen Ti Peng Hsien-yin 6-2, 3-6, [12-10]               | Jordan Kerr Fabrice Martin                     | Zhang Ze Chung Hyeon                      | Yang Tsung-hua Jason Jung Alexander Kudryavtsev Toshihide Matsui                 |
| 23 de junho | Challenger Team "Citta' di Padova" Padova, Itália €42,500 – Saibro – 32S/23Q/16D Simples – Duplas             | Máximo González 6-3, 6-4                               | Albert Ramos                                   | Jordi Samper Montaña Nikola Čačić         | Antonio Veić Alessandro Giannessi Renzo Olivo Matteo Viola                       |
| 23 de junho | Challenger Team "Citta' di Padova" Padova, Itália €42,500 – Saibro – 32S/23Q/16D Simples – Duplas             | Roberto Maytín Andrés Molteni 6-2, 3-6, [10-8]         | Guillermo Duran Máximo González                | Jordi Samper Montaña Nikola Čačić         | Antonio Veić Alessandro Giannessi Renzo Olivo Matteo Viola                       |
| 23 de junho | Marburg Open Marburg, Alemanha €35,000+H – Saibro – 32S/31Q/16D Simples – Duplas                              | Horacio Zeballos 3-6, 6-3, 6-3                         | Thiemo de Bakker                               | Andreas Beck João Souza                   | Diego Sebastián Schwartzman Roberto Carballés Baena Martín Alund Henri Laaksonen |
| 23 de junho | Marburg Open Marburg, Alemanha €35,000+H – Saibro – 32S/31Q/16D Simples – Duplas                              | Jaroslav Pospíšil Franko Škugor 6-4, 6-4               | Diego Sebastián Schwartzman Horacio Zeballos   | Andreas Beck João Souza                   | Diego Sebastián Schwartzman Roberto Carballés Baena Martín Alund Henri Laaksonen |
| 30 de junho | Sparkassen Open Braunschweig, Alemanha €106,500+H – Saibro – 32S/32Q/16D Simples – Duplas                     | Alexander Zverev 1–6, 6–1, 6–4                         | Paul-Henri Mathieu                             | Andrey Golubev Nikola Čačić               | Philipp Petzschner João Souza Gastão Elias Diego Sebastián Schwartzman           |
| 30 de junho | Sparkassen Open Braunschweig, Alemanha €106,500+H – Saibro – 32S/32Q/16D Simples – Duplas                     | Andreas Siljeström Igor Zelenay 7–5, 6–4               | Rameez Junaid Michal Mertiňák                  | Andrey Golubev Nikola Čačić               | Philipp Petzschner João Souza Gastão Elias Diego Sebastián Schwartzman           |
| 30 de junho | Nielsen Pro Tennis Championships Winnetka, Estados Unidos $50,000 – Duro – 32S/30Q/16D Simples – Duplas       | Denis Kudla 6–2, 6–2                                   | Farrukh Dustov                                 | Mackenzie McDonald John-Patrick Smith     | Austin Krajicek Adrien Bossel Illya Marchenko Tim Smyczek                        |
| 30 de junho | Nielsen Pro Tennis Championships Winnetka, Estados Unidos $50,000 – Duro – 32S/30Q/16D Simples – Duplas       | Thanasi Kokkinakis Denis Kudla 6–2, 7–6(7–4)           | Evan King Raymond Sarmiento                    | Mackenzie McDonald John-Patrick Smith     | Austin Krajicek Adrien Bossel Illya Marchenko Tim Smyczek                        |
| 30 de junho | Trofeo Ricardo Delgado Aray Manta, Equador $40,000+H – Duro – 32S/32Q/16D Simples – Duplas                    | Adrian Mannarino 4–6, 6–3, 6–2                         | Guido Andreozzi                                | Chase Buchanan Emilio Gómez               | Juan Ignacio Londero Peter Polansky Facundo Argüello Tatsuma Ito                 |
| 30 de junho | Trofeo Ricardo Delgado Aray Manta, Equador $40,000+H – Duro – 32S/32Q/16D Simples – Duplas                    | Chase Buchanan Peter Polansky 6–4, 6–4                 | Luis David Martinez Eduardo Struvay            | Chase Buchanan Emilio Gómez               | Juan Ignacio Londero Peter Polansky Facundo Argüello Tatsuma Ito                 |
| 30 de junho | Distal & ITR Group Tennis Cup Todi, Itália €35,000+H – Saibro – 32S/32Q/16D Simples – Duplas                  | Aljaž Bedene 2–6, 7–6(7–4), 6–4                        | Márton Fucsovics                               | Andreas Haider-Maurer Enrique Lopez-Perez | Rubén Ramírez Hidalgo Martin Fischer Norbert Gomboš Máximo González              |
| 30 de junho | Distal & ITR Group Tennis Cup Todi, Itália €35,000+H – Saibro – 32S/32Q/16D Simples – Duplas                  | Guillermo Durán Máximo González 6–1, 3–6, [10–7]       | Riccardo Ghedin Claudio Grassi                 | Andreas Haider-Maurer Enrique Lopez-Perez | Rubén Ramírez Hidalgo Martin Fischer Norbert Gomboš Máximo González              |

### Julho
| Data        | Torneio | Campeões                                                  | Finalistas                       | Semi-finalistas                         | Quadrifinalistas                                                                     |
| ----------- | --- | --------------------------------------------------------- | -------------------------------- | --------------------------------------- | ------------------------------------------------------------------------------------ |
| 7 de julho  | Sport 1 Open Scheveningen, Países Baixos €42,500+H – Saibro – 32S/16Q/16D Simples – Duplas                                | David Goffin 6–3, 6–2                                     | Andreas Beck                     | Jesse Huta Galung João Souza            | Martin Fischer Aleksandr Nedovyesov Matteo Viola Horacio Zeballos                    |
| 7 de julho  | Sport 1 Open Scheveningen, Países Baixos €42,500+H – Saibro – 32S/16Q/16D Simples – Duplas                                | Matwe Middelkoop Boy Westerhof 6-4, 3-6, [10-6]           | Martin Fischer Jesse Huta Galung | Jesse Huta Galung João Souza            | Martin Fischer Aleksandr Nedovyesov Matteo Viola Horacio Zeballos                    |
| 7 de julho  | Tilia Slovenia Open Portorož, Eslovênia €42,500 – Duro – 32S/27Q/16D Simples – Duplas                                     | Blaž Kavčič 7-5, 6-7(4-7), 6-1                            | Gilles Müller                    | Evgeny Donskoy Kyle Edmund              | Nikola Mektić Thomas Fabbiano Niels Desein Daniel Cox                                |
| 7 de julho  | Tilia Slovenia Open Portorož, Eslovênia €42,500 – Duro – 32S/27Q/16D Simples – Duplas                                     | Sergey Betov Alexander Bury 6–0, 6–3                      | Ilija Bozoljac Flavio Cipolla    | Evgeny Donskoy Kyle Edmund              | Nikola Mektić Thomas Fabbiano Niels Desein Daniel Cox                                |
| 7 de julho  | San Benedetto Tennis Cup San Benedetto del Tronto, Itália €35,000+H – Saibro – 32S/31Q/16D Simples – Duplas               | Damir Džumhur 6-3, 6-3                                    | Andreas Haider-Maurer            | Andrej Martin Norbert Gomboš            | Axel Michon Rubén Ramírez Hidalgo Borna Ćorić Máximo González                        |
| 7 de julho  | San Benedetto Tennis Cup San Benedetto del Tronto, Itália €35,000+H – Saibro – 32S/31Q/16D Simples – Duplas               | Daniele Giorgini Potito Starace 6–3, 6–7(3–7), [10–5]     | Hugo Dellien Sergio Galdós       | Andrej Martin Norbert Gomboš            | Axel Michon Rubén Ramírez Hidalgo Borna Ćorić Máximo González                        |
| 14 de julho | OEC Kaohsiung Kaohsiung, Taiwan $125,000+H – Piso duro – 32S/28Q/16D Simples – Duplas                                     | Lu Yen-hsun 6–7(7–9), 6–4, 6–4                            | Luca Vanni                       | Alexander Kudryavtsev Yūichi Sugita     | Marco Chiudinelli Go Soeda Denys Molchanov Thomas Fabbiano                           |
| 14 de julho | OEC Kaohsiung Kaohsiung, Taiwan $125,000+H – Piso duro – 32S/28Q/16D Simples – Duplas                                     | Gong Maoxin Peng Hsien-yin 6–3, 6–2                       | Chen Ti Huang Liang-chi          | Alexander Kudryavtsev Yūichi Sugita     | Marco Chiudinelli Go Soeda Denys Molchanov Thomas Fabbiano                           |
| 14 de julho | Challenger Banque Nationale de Granby Granby, Canadá $50,000+H – Piso duro – 32S/25Q/16D Simples – Duplas                 | Hiroki Moriya 7–5, 6–7(4–7), 6–3                          | Fabrice Martin                   | James McGee Benjamin Mitchell           | Richard Gabb Vincent Millot Chase Buchanan Luke Saville                              |
| 14 de julho | Challenger Banque Nationale de Granby Granby, Canadá $50,000+H – Piso duro – 32S/25Q/16D Simples – Duplas                 | Marcus Daniell Artem Sitak 7–6(7–5), 5–7, [10–5]          | Jordan Kerr Fabrice Martin       | James McGee Benjamin Mitchell           | Richard Gabb Vincent Millot Chase Buchanan Luke Saville                              |
| 14 de julho | Levene Gouldin & Thompson Tennis Challenger Binghamton, Estados Unidos $50,000 – Piso duro – 32S/16Q/16D Simples – Duplas | Sergiy Stakhovsky 6–4, 7–6(11–9)                          | Wayne Odesnik                    | Takanyi Garanganga Daniel Cox           | Bradley Klahn Ernesto Escobedo Darian King Thanasi Kokkinakis                        |
| 14 de julho | Levene Gouldin & Thompson Tennis Challenger Binghamton, Estados Unidos $50,000 – Piso duro – 32S/16Q/16D Simples – Duplas | Daniel Cox Daniel Smethurst 6–7(3–7), 6–2, [10–6]         | Marius Copil Sergiy Stakhovsky   | Takanyi Garanganga Daniel Cox           | Bradley Klahn Ernesto Escobedo Darian King Thanasi Kokkinakis                        |
| 14 de julho | Poznań Open Poznań, Polônia €35,000+H – Saibro – 32S/32Q/16D Simples – Duplas                                             | David Goffin 6–4, 6–2                                     | Blaž Rola                        | João Souza Adam Pavlásek                | Rui Machado Adrian Ungur Martín Alund Andreas Haider-Maurer                          |
| 14 de julho | Poznań Open Poznań, Polônia €35,000+H – Saibro – 32S/32Q/16D Simples – Duplas                                             | Radu Albot Adam Pavlásek 7–5, 2–6, [10–8]                 | Tomasz Bednarek Henri Kontinen   | João Souza Adam Pavlásek                | Rui Machado Adrian Ungur Martín Alund Andreas Haider-Maurer                          |
| 14 de julho | Guzzini Challenger Recanati, Itália €35,000+H – Piso duro – 32S/26Q/16D Simples – Duplas                                  | Gilles Müller 6–1, 6–2                                    | Ilija Bozoljac                   | Konstantin Kravchuk Márton Fucsovics    | Salvatore Caruso Stefano Napolitano Adrián Menéndez-Maceiras Daniel Muñoz de la Nava |
| 14 de julho | Guzzini Challenger Recanati, Itália €35,000+H – Piso duro – 32S/26Q/16D Simples – Duplas                                  | Ilija Bozoljac Goran Tošić 5–7, 6–4, [10–5]               | James Cluskey Laurynas Grigelis  | Konstantin Kravchuk Márton Fucsovics    | Salvatore Caruso Stefano Napolitano Adrián Menéndez-Maceiras Daniel Muñoz de la Nava |
| 21 de julho | President's Cup Astana, Cazaquistão $125,000 – Piso duro – 32S/32Q/16D Simples – Duplas                                   | Ričardas Berankis 7–5, 5–7, 6–3                           | Marsel İlhan                     | Egor Geramisov Kyle Edmund              | Mikhail Kukushkin Flavio Cipolla Adrián Menéndez-Maceiras Blaž Kavčič                |
| 21 de julho | President's Cup Astana, Cazaquistão $125,000 – Piso duro – 32S/32Q/16D Simples – Duplas                                   | Sergei Bubka Marco Chiudinelli 6–3, 6–4                   | Chen Ti Huang Liang-chi          | Egor Geramisov Kyle Edmund              | Mikhail Kukushkin Flavio Cipolla Adrián Menéndez-Maceiras Blaž Kavčič                |
| 21 de julho | Kentucky Bank Tennis Championships Lexington, Estados Unidos $50,000 – Piso duro – 32S/32Q/16D Simples – Duuplas          | James Duckworth 6–3, 6–4                                  | James Ward                       | Wayne Odesnik Thanasi Kokkinakis        | James McGee Vincent Millot Ruben Bemelmans Chase Buchanan                            |
| 21 de julho | Kentucky Bank Tennis Championships Lexington, Estados Unidos $50,000 – Piso duro – 32S/32Q/16D Simples – Duuplas          | Peter Polansky Adil Shamasdin 6–4, 6–2                    | James McGee Chase Buchanan       | Wayne Odesnik Thanasi Kokkinakis        | James McGee Vincent Millot Ruben Bemelmans Chase Buchanan                            |
| 21 de julho | Tampere Open Tampere, Finlândia €42,500 – Saibro – 32S/32Q/16D Sinples – Duplas                                           | David Goffin 7–6(7–3), 6–3                                | Jarkko Nieminen                  | Giovanni Lapentti Peđa Krstin           | Rogério Dutra Silva Laurent Lokoli Rubén Ramírez Hidalgo Elias Ymer                  |
| 21 de julho | Tampere Open Tampere, Finlândia €42,500 – Saibro – 32S/32Q/16D Sinples – Duplas                                           | Ruben Gonzales Sean Thornley 6–7(5–7), 7–6(12–10), [10–8] | Elias Ymer Anton Zaitcev         | Giovanni Lapentti Peđa Krstin           | Rogério Dutra Silva Laurent Lokoli Rubén Ramírez Hidalgo Elias Ymer                  |
| 21 de julho | Oberstaufen Cup Oberstaufen, Alemanha €35,000+H – Saibro – 32S/32Q/16D Simples – Duplas                                   | Simone Bolelli 6–4, 7–6(7–2)                              | Michael Berrer                   | Andreas Beck Roberto Marcora            | Jan Hájek Gibril Diarra Márton Fucsovics Peter Gojowczyk                             |
| 21 de julho | Oberstaufen Cup Oberstaufen, Alemanha €35,000+H – Saibro – 32S/32Q/16D Simples – Duplas                                   | Wesley Koolhof Alessandro Motti 7–6(9–7), 6–3             | Radu Albot Mateusz Kowalczyk     | Andreas Beck Roberto Marcora            | Jan Hájek Gibril Diarra Márton Fucsovics Peter Gojowczyk                             |
| 28 de julho | Odlum Brown Vancouver Open Vancouver, Canadá $100,000 – Piso duro – 32S/32Q/16D Simples – Duplas                          | Marcos Baghdatis 7–6(8–6), 6-3                            | Farrukh Dustov                   | Ruben Bemelmans James Ward              | Taro Daniel Alex Bogomolov, Jr. Austin Krajicek Thanasi Kokkinakis                   |
| 28 de julho | Odlum Brown Vancouver Open Vancouver, Canadá $100,000 – Piso duro – 32S/32Q/16D Simples – Duplas                          | Austin Krajicek John-Patrick Smith 6–3, 4–6, [10–8]       | Marcus Daniell Artem Sitak       | Ruben Bemelmans James Ward              | Taro Daniel Alex Bogomolov, Jr. Austin Krajicek Thanasi Kokkinakis                   |
| 28 de julho | International Tennis Tournament of Cortina Cortina d'Ampezzo, Itália €42,500+H – Saibro – 32S/32Q/16D Simples – Duplas    | Filip Krajinović 2–6, 7–6(7–5), 7–5                       | Federico Gaio                    | Viktor Troicki Roberto Marcora          | Daniel Gimeno Traver Matthias Bachinger Yannik Reuter Potito Starace                 |
| 28 de julho | International Tennis Tournament of Cortina Cortina d'Ampezzo, Itália €42,500+H – Saibro – 32S/32Q/16D Simples – Duplas    | Iñigo Cervantes Huegun Juan Lizariturry 7–5, 3–6, [10–8]  | Lee Hsin-han Vahid Mirzadeh      | Viktor Troicki Roberto Marcora          | Daniel Gimeno Traver Matthias Bachinger Yannik Reuter Potito Starace                 |
| 28 de julho | Open Castilla y León Segovia, Espanha $42,500+H – Saibro – 32S/32Q/16D Simples – Duplas                                   | Adrian Mannarino 6–3, 6–0                                 | Adrián Menéndez-Maceiras         | Marco Chiudinelli Alexander Kudryavtsev | Brydan Klein Gerard Granollers Kyle Edmund Florent Serra                             |
| 28 de julho | Open Castilla y León Segovia, Espanha $42,500+H – Saibro – 32S/32Q/16D Simples – Duplas                                   | Victor Baluda Alexander Kudryavtsev 6–2, 4–6, [10–3]      | Brydan Klein Nikola Mektić       | Marco Chiudinelli Alexander Kudryavtsev | Brydan Klein Gerard Granollers Kyle Edmund Florent Serra                             |
| 28 de julho | Svijany Open Liberec, República Checa €35,000+H – Saibro – 32S/32Q/16D Simples – Duplas                                   | Andrej Martin 1–6, 6–1, 6–4                               | Horacio Zeballos                 | Yang Tsung-hua Blaž Rola                | Norbert Gomboš Uladzimir Ignatik Steve Darcis Roberto Carballés Baena                |
| 28 de julho | Svijany Open Liberec, República Checa €35,000+H – Saibro – 32S/32Q/16D Simples – Duplas                                   | Roman Jebavý Jaroslav Pospíšil 6–4, 6–3                   | Ruben Gonzales Sean Thornley     | Yang Tsung-hua Blaž Rola                | Norbert Gomboš Uladzimir Ignatik Steve Darcis Roberto Carballés Baena                |

### Agosto
| Data         | Torneio | Campeões                                            | Finalistas                               | Semi-finalistas                         | Quadrifinalistas                                                        |
| ------------ | --- | --------------------------------------------------- | ---------------------------------------- | --------------------------------------- | ----------------------------------------------------------------------- |
| 4 de agosto  | Comerica Bank Challenger Aptos, Estados Unidos $100,000 – Piso duro – 32S/32Q/16D Simples – Duplas                     | Marcos Baghdatis 7–6(9–7), 6-4                      | Mikhail Kukushkin                        | Rhyne Williams Go Soeda                 | Somdev Devvarman Juan Ignacio Londero Márton Fucsovics Ruben Bemelmans  |
| 4 de agosto  | Comerica Bank Challenger Aptos, Estados Unidos $100,000 – Piso duro – 32S/32Q/16D Simples – Duplas                     | Ruben Bemelmans Laurynas Grigelis 6–3, 4–6, [11–9]  | Purav Raja Sanam Singh                   | Rhyne Williams Go Soeda                 | Somdev Devvarman Juan Ignacio Londero Márton Fucsovics Ruben Bemelmans  |
| 4 de agosto  | San Marino GO&FUN Open Cidade de San Marino, San Marino €64,000+H – Saibro – 32S/32Q/16D Simples – Duplas              | Adrian Ungur 6–1, 6–0                               | Antonio Veić                             | Alessandro Giannessi Guilherme Clezar   | Simone Bolelli Albert Montañés Filip Krajinović Viktor Troicki          |
| 4 de agosto  | San Marino GO&FUN Open Cidade de San Marino, San Marino €64,000+H – Saibro – 32S/32Q/16D Simples – Duplas              | Radu Albot Enrique López-Pérez 6–4, 6–1             | Franko Škugor Adrian Ungur               | Alessandro Giannessi Guilherme Clezar   | Simone Bolelli Albert Montañés Filip Krajinović Viktor Troicki          |
| 4 de agosto  | Advantage Cars Prague Open Praga, República Checa €42,500 – Saibro – 32S/32Q/16D Simples – Duplas                      | Diego Sebastián Schwartzman 6–4, 7–5                | André Ghem                               | Jaroslav Pospíšil Rubén Ramírez Hidalgo | Uladzimir Ignatik Michał Przysiężny Miki Janković Jordi Samper Montaña  |
| 4 de agosto  | Advantage Cars Prague Open Praga, República Checa €42,500 – Saibro – 32S/32Q/16D Simples – Duplas                      | Toni Androić Andrey Kuznetsov 7–5, 7–5              | Roberto Maytín Miguel Ángel Reyes-Varela | Jaroslav Pospíšil Rubén Ramírez Hidalgo | Uladzimir Ignatik Michał Przysiężny Miki Janković Jordi Samper Montaña  |
| 11 de agosto | Internazionali di Tennis del Friuli Venezia Giulia Cordenons, Itália €42,500+H – Saibro – 32S/32Q/16D Simples – Duplas | Albert Montañés 6–2, 6–4                            | Potito Starace                           | Paolo Lorenzi Daniel Gimeno Traver      | Elias Ymer Filippo Volandri Franko Škugor Guillaume Rufin               |
| 11 de agosto | Internazionali di Tennis del Friuli Venezia Giulia Cordenons, Itália €42,500+H – Saibro – 32S/32Q/16D Simples – Duplas | Potito Starace Adrian Ungur 6–2, 6–4                | František Čermák Lukáš Dlouhý            | Paolo Lorenzi Daniel Gimeno Traver      | Elias Ymer Filippo Volandri Franko Škugor Guillaume Rufin               |
| 11 de agosto | Maserati Challenger Meerbusch, Alemanha €35,000+H – Saibro – 32S/32Q/16D Simples – Duplas                              | Jozef Kovalík 6–1, 6–4                              | Andrey Kuznetsov                         | Tristan Lamasine Peter Torebko          | Matthias Bachinger Andreas Haider-Maurer Hans Podlipnik Arthur De Greef |
| 11 de agosto | Maserati Challenger Meerbusch, Alemanha €35,000+H – Saibro – 32S/32Q/16D Simples – Duplas                              | Matthias Bachinger Dominik Meffert 6–3, 3–6, [10–6] | Gong Maoxin Peng Hsien-yin               | Tristan Lamasine Peter Torebko          | Matthias Bachinger Andreas Haider-Maurer Hans Podlipnik Arthur De Greef |
| 18 de agosto | Nenhum torneio escalado.                                                                                               | Nenhum torneio escalado.                            | Nenhum torneio escalado.                 | Nenhum torneio escalado.                | Nenhum torneio escalado.                                                |
| 25 de agoso  | Chang-Sat Bangkok Open Bangkok, Tailândia $50,000 – Piso duro – 32S/32Q/16D Simples – Duplas                           | Hyeon Chung 7–6(7–0), 6–4                           | Jordan Thompson                          | Go Soeda Luca Vanni                     | Yasutaka Uchiyama Huang Liang-chi Chen Ti Kyle Edmund                   |
| 25 de agoso  | Chang-Sat Bangkok Open Bangkok, Tailândia $50,000 – Piso duro – 32S/32Q/16D Simples – Duplas                           | Pruchya Isarow Nuttanon Kadchapanan 6–4, 6–4        | Chen Ti Peng Hsien-yin                   | Go Soeda Luca Vanni                     | Yasutaka Uchiyama Huang Liang-chi Chen Ti Kyle Edmund                   |
| 25 de agoso  | Città di Como Challenger Como, Itália €35,000+H – Saibro – 32S/32Q/16D Simples – Duplas                                | Viktor Troicki 6–3, 6–2                             | Louk Sorensen                            | Jürgen Zopp Ilija Bozoljac              | Facundo Argüello Potito Starace Boris Pašanski Christian Lindell        |
| 25 de agoso  | Città di Como Challenger Como, Itália €35,000+H – Saibro – 32S/32Q/16D Simples – Duplas                                | Guido Andreozzi Facundo Argüello 6–2, 6–2           | Steven Diez Enrique Lopez-Perez          | Jürgen Zopp Ilija Bozoljac              | Facundo Argüello Potito Starace Boris Pašanski Christian Lindell        |

### Setembro
| Data           | Torneio | Campeões                                                         | Finalistas                                 | Semi-finalistas                         | Quadrifinalistas                                                                         |
| -------------- | --- | ---------------------------------------------------------------- | ------------------------------------------ | --------------------------------------- | ---------------------------------------------------------------------------------------- |
| 1 de setembro  | AON Open Challenger Génova, Itália €85,000+H – Saibro – 32S/32Q/16D Simples – Duplas                             | Albert Ramos 6–1, 7–5                                            | Mate Delić                                 | Márton Fucsovics Andreas Beck           | Aljaž Bedene Jason Kubler Marco Cecchinato Viktor Troicki                                |
| 1 de setembro  | AON Open Challenger Génova, Itália €85,000+H – Saibro – 32S/32Q/16D Simples – Duplas                             | Daniele Bracciali Potito Starace 6–3, 6–4                        | Frank Moser Alexander Satschko             | Márton Fucsovics Andreas Beck           | Aljaž Bedene Jason Kubler Marco Cecchinato Viktor Troicki                                |
| 1 de setembro  | Seguros Bolívar Open Medellín Medellín, Colômbia $50,000+H – Saibro – 32S/32Q/16D Simples – Duplas               | Austin Krajicek 7–5, 6–3                                         | João Souza                                 | André Ghem Facundo Bagnis               | Alejandro González Carlos Salamanca Guilherme Clezar Gonzalo Lama                        |
| 1 de setembro  | Seguros Bolívar Open Medellín Medellín, Colômbia $50,000+H – Saibro – 32S/32Q/16D Simples – Duplas               | Austin Krajicek César Ramírez 6–3, 7–5                           | Roberto Maytín Andrés Molteni              | André Ghem Facundo Bagnis               | Alejandro González Carlos Salamanca Guilherme Clezar Gonzalo Lama                        |
| 1 de setembro  | TEAN International Alphen aan den Rijn, Holanda €42,500 – Saibro – 32S/32Q/16D Simples – Duplas                  | Jesse Huta Galung 6–3, 6–4                                       | Daniel Muñoz de la Nava                    | Tristan Lamasine Victor Hănescu         | Antal van der Duim Daniel Gimeno Traver Kimmer Coppejans Igor Sijsling                   |
| 1 de setembro  | TEAN International Alphen aan den Rijn, Holanda €42,500 – Saibro – 32S/32Q/16D Simples – Duplas                  | Antal van der Duim Boy Westerhof 6–1, 6–3                        | Rubén Ramírez Hidalgo Matteo Viola         | Tristan Lamasine Victor Hănescu         | Antal van der Duim Daniel Gimeno Traver Kimmer Coppejans Igor Sijsling                   |
| 1 de setembro  | Shanghai Challenger Shanghai, China $50,000 – Piso duro – 32S/32Q/16D Simples – Duplas                           | Yoshihito Nishioka 6–4, 6–7(5–7), 7–6(7–3)                       | Somdev Devvarman                           | Thomas Fabbiano Luca Vanni              | Go Soeda Danai Udomchoke Yuki Bhambri Wu Di                                              |
| 1 de setembro  | Shanghai Challenger Shanghai, China $50,000 – Piso duro – 32S/32Q/16D Simples – Duplas                           | Yuki Bhambri Divij Sharan 7–6(7–2),6–7(4–7), [10–8]              | Somdev Devvarman Sanam Singh               | Thomas Fabbiano Luca Vanni              | Go Soeda Danai Udomchoke Yuki Bhambri Wu Di                                              |
| 1 de setembro  | Trophée des Alpilles Saint-Rémy-de-Provence, França €42,500 – Piso duro – 32S/32Q/16D Simples – Duplas           | Nicolas Mahut 6–7(3–7), 6–4, 6–3                                 | Vincent Millot                             | Pierre-Hugues Herbert Sergiy Stakhovsky | Alexander Zverev Norbert Gomboš Denys Molchanov Maxime Chazal                            |
| 1 de setembro  | Trophée des Alpilles Saint-Rémy-de-Provence, França €42,500 – Piso duro – 32S/32Q/16D Simples – Duplas           | Pierre-Hugues Herbert Konstantin Kravchuk 6–1, 7–6(7–3)          | David Guez Martin Vaisse                   | Pierre-Hugues Herbert Sergiy Stakhovsky | Alexander Zverev Norbert Gomboš Denys Molchanov Maxime Chazal                            |
| 1 de setembro  | BRD Brașov Challenger Brașov, Romênia €35,000+H – Saibro – 32S/32Q/16D Simples – Duplas                          | Andreas Haider-Maurer 6–3, 6–2                                   | Guillaume Rufin                            | Jaroslav Pospíšil Aslan Karatsev        | Petru-Alexandru Luncanu Adrian Ungur Adrian Sikora Laurynas Grigelis                     |
| 1 de setembro  | BRD Brașov Challenger Brașov, Romênia €35,000+H – Saibro – 32S/32Q/16D Simples – Duplas                          | Daniele Giorgini Adrian Ungur 4–6, 7–6(7–4), [10–1]              | Aslan Karatsev Valery Rudnev               | Jaroslav Pospíšil Aslan Karatsev        | Petru-Alexandru Luncanu Adrian Ungur Adrian Sikora Laurynas Grigelis                     |
| 8 de setembro  | Pekao Szczecin Open Szczecin, Polônia €106,500+H – Saibro – 32S/31Q/16D Simples – Duplas                         | Dustin Brown 6–4, 6–3                                            | Jan-Lennard Struff                         | Facundo Argüello Lucas Pouille          | Potito Starace Aleksandr Nedovyesov Micke Kontinen Kamil Majchrzak                       |
| 8 de setembro  | Pekao Szczecin Open Szczecin, Polônia €106,500+H – Saibro – 32S/31Q/16D Simples – Duplas                         | Dustin Brown Jan-Lennard Struff 6–2, 6–4                         | Tomasz Bednarek Igor Zelenay               | Facundo Argüello Lucas Pouille          | Potito Starace Aleksandr Nedovyesov Micke Kontinen Kamil Majchrzak                       |
| 8 de setembro  | Banja Luka Challenger Banja Luka, Bósnia e Herzegovina €64,000+H – Saibro – 32S/14Q/16D Simples – Duplas         | Viktor Troicki 7–5, 4–6, 7–5                                     | Albert Ramos                               | Blaž Rola Andreas Haider-Maurer         | Kimmer Coppejans Aljaž Bedene Jaroslav Pospíšil Gleb Sakharov                            |
| 8 de setembro  | Banja Luka Challenger Banja Luka, Bósnia e Herzegovina €64,000+H – Saibro – 32S/14Q/16D Simples – Duplas         | Dino Marcan Antonio Šančić 7–5, 6–4                              | Jaroslav Pospíšil Adrian Sikora            | Blaž Rola Andreas Haider-Maurer         | Kimmer Coppejans Aljaž Bedene Jaroslav Pospíšil Gleb Sakharov                            |
| 8 de setembro  | Amex-Istanbul Challenger Istanbul, Turquia $75,000 – Piso duro – 32S/19Q/16D Simples – Duplas                    | Adrian Mannarino 6–0, 2–0 retired                                | Tatsuma Ito                                | James Ward Philipp Petzschner           | Tobias Kamke Louk Sorensen Jimmy Wang Marsel İlhan                                       |
| 8 de setembro  | Amex-Istanbul Challenger Istanbul, Turquia $75,000 – Piso duro – 32S/19Q/16D Simples – Duplas                    | Colin Fleming Jonathan Marray 6–4, 2–6, [10–8]                   | Jordan Kerr Fabrice Martin                 | James Ward Philipp Petzschner           | Tobias Kamke Louk Sorensen Jimmy Wang Marsel İlhan                                       |
| 8 de setembro  | Copa Sevilla Sevilla, Espanha €42,500+H – Saibro – 32S/20Q/16D Simples – Duplas                                  | Pablo Carreño 6–4, 6–1                                           | Taro Daniel                                | Iñigo Cervantes Huegun Boy Westerhof    | Adrián Menéndez-Maceiras David Vega Hernandez Oriol Roca Batalla Daniel Muñoz de la Nava |
| 8 de setembro  | Copa Sevilla Sevilla, Espanha €42,500+H – Saibro – 32S/20Q/16D Simples – Duplas                                  | Antal van der Duim Boy Westerhof 7–6(7–3), 6–4                   | James Cluskey Jesse Huta Galung            | Iñigo Cervantes Huegun Boy Westerhof    | Adrián Menéndez-Maceiras David Vega Hernandez Oriol Roca Batalla Daniel Muñoz de la Nava |
| 8 de setembro  | Challenger Pulcra Lachiter Biella Biella, Itália €42,500 – Saibro – 32S/16Q/16D Simples – Duplas                 | Matteo Viola 7–5, 6–1                                            | Filippo Volandri                           | Benjamin Balleret Marco Cecchinato      | Henri Laaksonen Andrea Arnaboldi Jan Hájek Jason Kubler                                  |
| 8 de setembro  | Challenger Pulcra Lachiter Biella Biella, Itália €42,500 – Saibro – 32S/16Q/16D Simples – Duplas                 | Marco Cecchinato Matteo Viola 7–5, 6–0                           | Frank Moser Alexander Satschko             | Benjamin Balleret Marco Cecchinato      | Henri Laaksonen Andrea Arnaboldi Jan Hájek Jason Kubler                                  |
| 15 de setembro | Türk Telecom İzmir Cup İzmir, Turquia €106,500 – Piso duro – 32S/25Q/16D Simples – Duplas                        | Borna Ćorić 6–1, 6–7(7–9), 6–4                                   | Malek Jaziri                               | Mikhail Ledovskikh Marsel İlhan         | Illya Marchenko Mirza Bašić Egor Gerasimov Tomislav Brkić                                |
| 15 de setembro | Türk Telecom İzmir Cup İzmir, Turquia €106,500 – Piso duro – 32S/25Q/16D Simples – Duplas                        | Ken Skupski Neal Skupski 6–1, 6–4                                | Malek Jaziri Alexander Kudryavtsev         | Mikhail Ledovskikh Marsel İlhan         | Illya Marchenko Mirza Bašić Egor Gerasimov Tomislav Brkić                                |
| 15 de setembro | Arimex Challenger Trophy Trnava, Eslováquia €42,500+H – Saibro – 32S/32Q/16D Simples – Duplas                    | Andreas Haider-Maurer 2–6, 6–3, 7–6(7–4)                         | Antonio Veić                               | Radu Albot Márton Fucsovics             | Marco Cecchinato Jan Hájek Pere Riba Blaž Rola                                           |
| 15 de setembro | Arimex Challenger Trophy Trnava, Eslováquia €42,500+H – Saibro – 32S/32Q/16D Simples – Duplas                    | Roman Jebavý Jaroslav Pospíšil 6–4, 6–2                          | Stephan Fransen Robin Haase                | Radu Albot Márton Fucsovics             | Marco Cecchinato Jan Hájek Pere Riba Blaž Rola                                           |
| 15 de setembro | Marrocos Tennis Tour – Meknes Meknes, Marrocos €42,500 – Saibro – 32S/17Q/16D Simples – Duplas                   | Kimmer Coppejans 4–6, 6–2, 6–2                                   | Lucas Pouille                              | Roberto Carballés Baena Matteo Viola    | Pablo Carreño Julien Obry Mohamed Safwat Yannik Reuter                                   |
| 15 de setembro | Marrocos Tennis Tour – Meknes Meknes, Marrocos €42,500 – Saibro – 32S/17Q/16D Simples – Duplas                   | Hans Podlipnik-Castillo Stefano Travaglia 6–2, 6–7(4–7), [10–7]  | Gerard Granollers Jordi Samper Montaña     | Roberto Carballés Baena Matteo Viola    | Pablo Carreño Julien Obry Mohamed Safwat Yannik Reuter                                   |
| 15 de setembro | Campeonato Internacional de Tênis de Campinas Campinas, Brasil $40,000+H – Saibro – 32S/32Q/16D Simples – Duplas | Diego Sebastián Schwartzman 4–6, 6–4, 7–5                        | André Ghem                                 | Guido Andreozzi Gianni Mina             | Guilherme Clezar José Pereira Ivo Klec Richard Becker                                    |
| 15 de setembro | Campeonato Internacional de Tênis de Campinas Campinas, Brasil $40,000+H – Saibro – 32S/32Q/16D Simples – Duplas | Facundo Bagnis Diego Sebastián Schwartzman 7–6(7–4), 5–7, [10–7] | André Ghem Fabricio Neis                   | Guido Andreozzi Gianni Mina             | Guilherme Clezar José Pereira Ivo Klec Richard Becker                                    |
| 15 de setembro | Quito Challenger Quito, Equador $40,000+H – Saibro – 32S/16Q/16D Simples – Duplas                                | Horacio Zeballos 6–4, 7–6(11–9)                                  | Nicolás Jarry                              | Andrés Molteni João Souza               | Gonzalo Escobar Hugo Dellien Juan Ignacio Londero Chase Buchanan                         |
| 15 de setembro | Quito Challenger Quito, Equador $40,000+H – Saibro – 32S/16Q/16D Simples – Duplas                                | Marcelo Demoliner João Souza 6–4, 6–4                            | Duilio Beretta Martín Cuevas               | Andrés Molteni João Souza               | Gonzalo Escobar Hugo Dellien Juan Ignacio Londero Chase Buchanan                         |
| 22 de setembro | Open d'Orléans Orléans, França €106,500+H – Piso duro (c) – 32S/28Q/16D Simples – Duplas                         | Sergiy Stakhovsky 6–2, 7–5                                       | Thomaz Bellucci                            | Jiří Veselý Paul-Henri Mathieu          | Tim Puetz Andreas Beck Martin Fischer Igor Sijsling                                      |
| 22 de setembro | Open d'Orléans Orléans, França €106,500+H – Piso duro (c) – 32S/28Q/16D Simples – Duplas                         | Thomaz Bellucci André Sá 5–7, 6–4, [10–8]                        | James Cerretani Andreas Siljeström         | Jiří Veselý Paul-Henri Mathieu          | Tim Puetz Andreas Beck Martin Fischer Igor Sijsling                                      |
| 22 de setembro | Napa Valley Challenger Napa, Estados Unidos $50,000 – Piso duro – 32S/32Q/16D Simples – Duplas                   | Sam Querrey 6–3, 6–1                                             | Tim Smyczek                                | Alex Bolt Jared Donaldson               | Michael Russell John Millman Julian Lenz Liam Broady                                     |
| 22 de setembro | Napa Valley Challenger Napa, Estados Unidos $50,000 – Piso duro – 32S/32Q/16D Simples – Duplas                   | Peter Polansky Adil Shamasdin 7–6(7–0), 6–1                      | Bradley Klahn Tim Smyczek                  | Alex Bolt Jared Donaldson               | Michael Russell John Millman Julian Lenz Liam Broady                                     |
| 22 de setembro | Sibiu Open Sibiu, Romênia €42,500+H – Saibro – 32S/24Q/16D Simples – Duplas                                      | Jason Kubler 6–4, 6–1                                            | Radu Albot                                 | Pere Riba Potito Starace                | Victor Crivoi Flavio Cipolla Tomislav Brkić Jozef Kovalík                                |
| 22 de setembro | Sibiu Open Sibiu, Romênia €42,500+H – Saibro – 32S/24Q/16D Simples – Duplas                                      | Potito Starace Adrian Ungur 7–5, 6–2                             | Alexandru-Daniel Carpen Marius Copil       | Pere Riba Potito Starace                | Victor Crivoi Flavio Cipolla Tomislav Brkić Jozef Kovalík                                |
| 22 de setembro | Marrocos Tennis Tour – Kenitra Kenitra, Marrocos €42,500 – Saibro – 32S/25Q/16D Simples – Duplas                 | Daniel Gimeno-Traver 6–3, 6–4                                    | Albert Ramos                               | Roberto Carballés Baena Damir Džumhur   | Lucas Pouille Aljaž Bedene Stefano Travaglia Rui Machado                                 |
| 22 de setembro | Marrocos Tennis Tour – Kenitra Kenitra, Marrocos €42,500 – Saibro – 32S/25Q/16D Simples – Duplas                 | Dino Marcan Antonio Šančić 6–1, 7–6(7–3)                         | Gerard Granollers Jordi Samper-Montaña     | Roberto Carballés Baena Damir Džumhur   | Lucas Pouille Aljaž Bedene Stefano Travaglia Rui Machado                                 |
| 22 de setembro | Seguros Bolívar Open Pereira Pereira, Colombia $40,000+H – Saibro – 32S/24Q/16D Simples – Duplas                 | Victor Estrella Burgos 7–6(7–5), 3–6, 7–6(8–6)                   | João Souza                                 | Guido Pella Agustín Velotti             | Daniel Muñoz de la Nava Toni Androić Andrés Molteni Christian Lindell                    |
| 22 de setembro | Seguros Bolívar Open Pereira Pereira, Colombia $40,000+H – Saibro – 32S/24Q/16D Simples – Duplas                 | Nicolás Barrientos Eduardo Struvay 3–6, 6–3, [11–9]              | Guido Pella Horacio Zeballos               | Guido Pella Agustín Velotti             | Daniel Muñoz de la Nava Toni Androić Andrés Molteni Christian Lindell                    |
| 22 de setembro | Aberto de Tênis do Rio Grande do Sul Porto Alegre, Brasil $40,000+H – Saibro – 32S/29Q/16D Simples – Duplas      | Carlos Berlocq 6–4, 4–6, 6–0                                     | Diego Sebastián Schwartzman                | Gianni Mina Guido Andreozzi             | Gastão Elias Guilherme Clezar Facundo Argüello Martín Alund                              |
| 22 de setembro | Aberto de Tênis do Rio Grande do Sul Porto Alegre, Brasil $40,000+H – Saibro – 32S/29Q/16D Simples – Duplas      | Guido Andreozzi Guillermo Durán 6–3, 6–3                         | Facundo Bagnis Diego Sebastián Schwartzman | Gianni Mina Guido Andreozzi             | Gastão Elias Guilherme Clezar Facundo Argüello Martín Alund                              |
| 29 de setembro | Ethias Trophy Mons, Bélgica €106,500+H – Piso duro (c) – 32S/27Q/16D Simples – Duplas                            | David Goffin 6–3, 6–3                                            | Steve Darcis                               | Marsel İlhan Jiří Veselý                | Alexander Zverev Tobias Kamke Ruben Bemelmans Gerald Melzer                              |
| 29 de setembro | Ethias Trophy Mons, Bélgica €106,500+H – Piso duro (c) – 32S/27Q/16D Simples – Duplas                            | Marc Gicquel Nicolas Mahut 6–3, 6–4                              | Andre Begemann Julian Knowle               | Marsel İlhan Jiří Veselý                | Alexander Zverev Tobias Kamke Ruben Bemelmans Gerald Melzer                              |
| 29 de setembro | Sacramento Challenger Sacramento, Estados Unidos $100,000 – Piso duro – 32S/32Q/16D Simples – Duplas             | Sam Querrey 6–3, 6–4                                             | Stefan Kozlov                              | John Millman Tim Smyczek                | Jared Donaldson Bjorn Fratangelo Rhyne Williams Denis Kudla                              |
| 29 de setembro | Sacramento Challenger Sacramento, Estados Unidos $100,000 – Piso duro – 32S/32Q/16D Simples – Duplas             | Adam Hubble John-Patrick Smith 6–3, 6–2                          | Peter Polansky Adil Shamasdin              | John Millman Tim Smyczek                | Jared Donaldson Bjorn Fratangelo Rhyne Williams Denis Kudla                              |
| 29 de setembro | Claro Open Cali Cali, Colômbia $40,000+H – Saibro – 32S/23Q/16D Simples – Duplas                                 | Paolo Lorenzi 4–6, 6–3, 6–3                                      | Victor Estrella Burgos                     | Guido Andreozzi João Souza              | Facundo Bagnis Nicolás Jarry Christian Lindell Alejandro González                        |
| 29 de setembro | Claro Open Cali Cali, Colômbia $40,000+H – Saibro – 32S/23Q/16D Simples – Duplas                                 | Guido Andreozzi Guillermo Durán 6–3, 6–4                         | Alejandro González César Ramírez           | Guido Andreozzi João Souza              | Facundo Bagnis Nicolás Jarry Christian Lindell Alejandro González                        |

### Outubro
| Data          | Torneio | Campeões                                                       | Finalistas                                   | Semi-finalistas                       | Quadrifinalistas                                                      |
| ------------- | --- | -------------------------------------------------------------- | -------------------------------------------- | ------------------------------------- | --------------------------------------------------------------------- |
| 6 de outubro  | Tashkent Challenger Tashkent, Uzbequistão $125,000+H – Piso duro – 32S/24Q/16D Simples – Duplas                             | Lukáš Lacko 6–2, 6–3                                           | Sergiy Stakhovsky                            | Borna Ćorić Adrian Mannarino          | Dušan Lajović Aleksandr Nedovyesov Evgeny Donskoy Anton Zaitcev       |
| 6 de outubro  | Tashkent Challenger Tashkent, Uzbequistão $125,000+H – Piso duro – 32S/24Q/16D Simples – Duplas                             | Lukáš Lacko Ante Pavić 6–3, 3–6, [13–11]                       | Frank Moser Alexander Satschko               | Borna Ćorić Adrian Mannarino          | Dušan Lajović Aleksandr Nedovyesov Evgeny Donskoy Anton Zaitcev       |
| 6 de outubro  | Tiburon Challenger Tiburon, Estados Unidos $100,000 – Piso duro – 32S/32Q/16D Simples – Duplas                              | Sam Querrey 6–4, 6–2                                           | John Millman                                 | Matt Reid Nils Langer                 | James McGee Bjorn Fratangelo Marcos Giron Tim Smyczek                 |
| 6 de outubro  | Tiburon Challenger Tiburon, Estados Unidos $100,000 – Piso duro – 32S/32Q/16D Simples – Duplas                              | Bradley Klahn Adil Shamasdin 7–5, 6–2                          | Carsten Ball Matt Reid                       | Matt Reid Nils Langer                 | James McGee Bjorn Fratangelo Marcos Giron Tim Smyczek                 |
| 6 de outubro  | Open de Rennes Rennes, França €85,000+H – Piso duro (c) – 32S/28Q/16D Simples – Duplas                                      | Steve Darcis 6–2, 6–4                                          | Nicolas Mahut                                | Enzo Couacaud Marsel İlhan            | Robin Haase Marc Gicquel Dustin Brown Andreas Haider-Maurer           |
| 6 de outubro  | Open de Rennes Rennes, França €85,000+H – Piso duro (c) – 32S/28Q/16D Simples – Duplas                                      | Tobias Kamke Philipp Marx 3–6, 6–2, [10–3]                     | František Čermák Jonathan Erlich             | Enzo Couacaud Marsel İlhan            | Robin Haase Marc Gicquel Dustin Brown Andreas Haider-Maurer           |
| 13 de outubro | Indore Open ATP Challenger Indore, Índia $50,000 – Piso duro – 32S/16Q/16D Simples – Duplas                                 | Saketh Myneni 6–3, 6–7(4–7), 6–3                               | Aleksandr Nedovyesov                         | Stefano Travaglia Ramkumar Ramanathan | Adrián Menéndez-Maceiras Huang Liang-Chi Chen Ti Sanam Singh          |
| 13 de outubro | Indore Open ATP Challenger Indore, Índia $50,000 – Piso duro – 32S/16Q/16D Simples – Duplas                                 | Adrián Menéndez-Maceiras Aleksandr Nedovyesov 2–6, 6–4, [10–3] | Yuki Bhambri Divij Sharan                    | Stefano Travaglia Ramkumar Ramanathan | Adrián Menéndez-Maceiras Huang Liang-Chi Chen Ti Sanam Singh          |
| 13 de outubro | Copa San Juan Gobierno San Juan, Argentina $40,000+H – Saibro – 32S/25Q/16D Simples – Duplas                                | Diego Sebastián Schwartzman 7–6(7–5), 6–3                      | João Souza                                   | Facundo Argüello Alejandro González   | Guido Andreozzi André Ghem Facundo Bagnis Martín Alund                |
| 13 de outubro | Copa San Juan Gobierno San Juan, Argentina $40,000+H – Saibro – 32S/25Q/16D Simples – Duplas                                | Martín Alund Facundo Bagnis 4–6, 6–3, [10–7]                   | Diego Sebastián Schwartzman Horacio Zeballos | Facundo Argüello Alejandro González   | Guido Andreozzi André Ghem Facundo Bagnis Martín Alund                |
| 20 de outubro | KPIT MSLTA Challenger Pune, Índia $50,000+H – Piso duro – 32S/26Q/16D Simples – Duplas                                      | Yūichi Sugita 6–7(1–7), 6–4, 6-4                               | Adrián Menéndez-Maceiras                     | Saketh Myneni Kimmer Coppejans        | Aleksandr Nedovyesov Yuki Bhambri Adam Pavlásek Alexander Kudryavtsev |
| 20 de outubro | KPIT MSLTA Challenger Pune, Índia $50,000+H – Piso duro – 32S/26Q/16D Simples – Duplas                                      | Saketh Myneni Sanam Singh 6-3, 6-2                             | Sanchai Ratiwatana Sonchat Ratiwatana        | Saketh Myneni Kimmer Coppejans        | Aleksandr Nedovyesov Yuki Bhambri Adam Pavlásek Alexander Kudryavtsev |
| 20 de outubro | Copa Gobierno de Cordoba Córdoba, Argentina $40,000+H – Saibro – 32S/32Q/16D Simples – Duplas                               | Alejandro González 7–5, 1–6, 6–3                               | Máximo González                              | Pedro Cachín Facundo Bagnis           | Marco Trungelliti Facundo Argüello Hans Podlipnik André Ghem          |
| 20 de outubro | Copa Gobierno de Cordoba Córdoba, Argentina $40,000+H – Saibro – 32S/32Q/16D Simples – Duplas                               | Marcelo Demoliner Nicolás Jarry 6-3, 7-5                       | Hugo Dellien Juan Ignacio Londero            | Pedro Cachín Facundo Bagnis           | Marco Trungelliti Facundo Argüello Hans Podlipnik André Ghem          |
| 27 de outubro | Geneva Open Challenger Genebra, Suíça €64,000+H – Piso duro (c) – 32S/31Q/16D Simples – Duplas                              | Marcos Baghdatis 6–1, 4–6, 6–3                                 | Michał Przysiężny                            | Radu Albot Simone Bolelli             | Jiří Veselý Damir Džumhur Victor Hănescu Steve Darcis                 |
| 27 de outubro | Geneva Open Challenger Genebra, Suíça €64,000+H – Piso duro (c) – 32S/31Q/16D Simples – Duplas                              | Johan Brunström Nicholas Monroe 5–7, 7–5, [10–6]               | Oliver Marach Philipp Oswald                 | Radu Albot Simone Bolelli             | Jiří Veselý Damir Džumhur Victor Hănescu Steve Darcis                 |
| 27 de outubro | Charlottesville Men's Pro Challenger Charlottesville, Estados Unidos €50,000 – Piso duro (c) – 32S/32Q/16D Simples – Duplas | James Duckworth 5–7, 6–3, 6–2                                  | Liam Broady                                  | Alex Kuznetsov Denis Kudla            | Laurent Lokoli Taro Daniel Tennys Sandgren Ryan Harrison              |
| 27 de outubro | Charlottesville Men's Pro Challenger Charlottesville, Estados Unidos €50,000 – Piso duro (c) – 32S/32Q/16D Simples – Duplas | Treat Conrad Huey Frederik Nielsen 3–6, 6–3, [10–2]            | Lewis Burton Marcus Willis                   | Alex Kuznetsov Denis Kudla            | Laurent Lokoli Taro Daniel Tennys Sandgren Ryan Harrison              |
| 27 de outubro | Latrobe City Traralgon ATP Challenger 1 Traralgon, Austrália $50,000 – Piso duro – 32S/32Q/16D Simples – Duplas             | Bradley Klahn 7–6(7–5), 6–1                                    | Jarmere Jenkins                              | Hiroki Moriya John-Patrick Smith      | Thanasi Kokkinakis Benjamin Mitchell Luke Saville Omar Jasika         |
| 27 de outubro | Latrobe City Traralgon ATP Challenger 1 Traralgon, Austrália $50,000 – Piso duro – 32S/32Q/16D Simples – Duplas             | Brydan Klein Dane Propoggia 6–1, 1–6, [10–3]                   | Jarmere Jenkins Mitchell Krueger             | Hiroki Moriya John-Patrick Smith      | Thanasi Kokkinakis Benjamin Mitchell Luke Saville Omar Jasika         |
| 27 de outubro | Bauer Watertechnology Cup Eckental, Alemanha €35,000+H – Sintético (c) – 32S/32Q/16D Simples – Duplas                       | Ruben Bemelmans 7–6(7–3), 6–3                                  | Tim Pütz                                     | Niels Desein Mirza Bašić              | Andrea Arnaboldi Evgeny Donskoy Denis Matsukevich Konstantin Kravchuk |
| 27 de outubro | Bauer Watertechnology Cup Eckental, Alemanha €35,000+H – Sintético (c) – 32S/32Q/16D Simples – Duplas                       | Ruben Bemelmans Niels Desein 6–3, 4–6, [10–8]                  | Andreas Beck Philipp Petzschner              | Niels Desein Mirza Bašić              | Andrea Arnaboldi Evgeny Donskoy Denis Matsukevich Konstantin Kravchuk |
| 27 de outubro | Open de la Réunion Saint-Denis, Reunião €35,000+H – Piso duro – 32S/32Q/16D Simples – Duplas                                | Robin Haase 3–6, 6–1, 7–5                                      | Florent Serra                                | James Ward Ričardas Berankis          | Julien Cagnina Austin Krajicek Pere Riba Grégoire Barrère             |
| 27 de outubro | Open de la Réunion Saint-Denis, Reunião €35,000+H – Piso duro – 32S/32Q/16D Simples – Duplas                                | Robin Haase Mate Pavić 7–5, 4–6, [10–7]                        | Jonathan Eysseric Fabrice Martin             | James Ward Ričardas Berankis          | Julien Cagnina Austin Krajicek Pere Riba Grégoire Barrère             |

### Novembro
| Data           | Torneio | Campeões                                                 | Finalistas                         | Semi-finalistas                       | Quadrifinalistas                                                                      |
| -------------- | --- | -------------------------------------------------------- | ---------------------------------- | ------------------------------------- | ------------------------------------------------------------------------------------- |
| 3 de novembro  | Slovak Open Bratislava, Eslováquia €85,000+H – Piso duro (c) – 32S/30Q/16D Simples – Duplas                              | Peter Gojowczyk 7–6(7–2), 6–3                            | Farrukh Dustov                     | Igor Sijsling Aleksandr Nedovyesov    | Norbert Gomboš Jimmy Wang Illya Marchenko Lukáš Lacko                                 |
| 3 de novembro  | Slovak Open Bratislava, Eslováquia €85,000+H – Piso duro (c) – 32S/30Q/16D Simples – Duplas                              | Ken Skupski Neal Skupski 6–3, 7–6(7–3)                   | Norbert Gomboš Adam Pavlásek       | Igor Sijsling Aleksandr Nedovyesov    | Norbert Gomboš Jimmy Wang Illya Marchenko Lukáš Lacko                                 |
| 3 de novembro  | Internationaux de Tennis de Vendée Mouilleron-le-Captif, França €64,000+H – Piso duro (c) – 32S/30Q/16D Simples – Duplas | Pierre-Hugues Herbert 6–2, 6–3                           | Marsel Ilhan                       | Victor Hanescu Tobias Kamke           | Borna Ćorić Vincent Millot Ričardas Berankis Lucas Pouille                            |
| 3 de novembro  | Internationaux de Tennis de Vendée Mouilleron-le-Captif, França €64,000+H – Piso duro (c) – 32S/30Q/16D Simples – Duplas | Pierre-Hugues Herbert Nicolas Mahut 6–3, 6–4             | Tobias Kamke Philipp Marx          | Victor Hanescu Tobias Kamke           | Borna Ćorić Vincent Millot Ričardas Berankis Lucas Pouille                            |
| 3 de novembro  | Sparkassen ATP Challenger Ortisei, Itália €64,000 – Piso duro (c) – 32S/32Q/16D Simples – Duplas                         | Andreas Seppi 6–4, 6–3                                   | Matthias Bachinger                 | Jan Hernych Dustin Brown              | Nils Langer Aslan Karatsev Austin Krajicek Mirza Bašić                                |
| 3 de novembro  | Sparkassen ATP Challenger Ortisei, Itália €64,000 – Piso duro (c) – 32S/32Q/16D Simples – Duplas                         | Sergey Betov Alexander Bury 6–4, 5–7, [10–6]             | James Cluskey Austin Krajicek      | Jan Hernych Dustin Brown              | Nils Langer Aslan Karatsev Austin Krajicek Mirza Bašić                                |
| 3 de novembro  | Knoxville Challenger Knoxville, Estados Unidos $50,000 – Piso duro (c) – 32S/32Q/16D Simples – Duplas                    | Adrian Mannarino 3–6, 7–6(8–6), 6–4                      | Sam Groth                          | Tim Smyczek Liam Broady               | Malek Jaziri Gastão Elias Marcus Willis Denis Kudla                                   |
| 3 de novembro  | Knoxville Challenger Knoxville, Estados Unidos $50,000 – Piso duro (c) – 32S/32Q/16D Simples – Duplas                    | Miķelis Lībietis Hunter Reese 6–3, 6–4                   | Gastao Elias Sean Thornley         | Tim Smyczek Liam Broady               | Malek Jaziri Gastão Elias Marcus Willis Denis Kudla                                   |
| 3 de novembro  | Latrobe City Traralgon ATP Challenger 2 Traralgon, Austrália $50,000 – Piso duro – 32S/32Q/16D Simples – Duplas          | John Millman 6–4, 6–1                                    | James Ward                         | Luke Saville Benjamin Mitchell        | Jose Statham Kyle Edmund John-Patrick Smith Thanasi Kokkinakis                        |
| 3 de novembro  | Latrobe City Traralgon ATP Challenger 2 Traralgon, Austrália $50,000 – Piso duro – 32S/32Q/16D Simples – Duplas          | Brydan Klein Dane Propoggia 7–6(8–6), 3–6, [10–6]        | Marcus Daniell Artem Sitak         | Luke Saville Benjamin Mitchell        | Jose Statham Kyle Edmund John-Patrick Smith Thanasi Kokkinakis                        |
| 10 de novembro | Trofeo Città di Brescia Brescia, Itália €42,500+H – Carpete (c) – 32S/32Q/16D Simples – Duplas                           | Illya Marchenko 6–4, 5–7, 6–2                            | Farrukh Dustov                     | Michael Berrer Dustin Brown           | Jan Hernych Denis Matsukevich Austin Krajicek Viktor Troicki                          |
| 10 de novembro | Trofeo Città di Brescia Brescia, Itália €42,500+H – Carpete (c) – 32S/32Q/16D Simples – Duplas                           | Illya Marchenko Denys Molchanov 7–6(7–4), 6–3            | Roman Jebavý Błażej Koniusz        | Michael Berrer Dustin Brown           | Jan Hernych Denis Matsukevich Austin Krajicek Viktor Troicki                          |
| 10 de novembro | Challenger Ciudad de Guayaquil Guayaquil, Equador $50,000+H – Saibro – 32S/24Q/16D Simples – Duplas                      | Pablo Cuevas Walkover                                    | Paolo Lorenzi                      | Guido Pella Renzo Olivo               | Facundo Argüello Diego Schwartzman Guido Andreozzi Pere Riba                          |
| 10 de novembro | Challenger Ciudad de Guayaquil Guayaquil, Equador $50,000+H – Saibro – 32S/24Q/16D Simples – Duplas                      | Máximo González Guido Pella 2-6, 7–6(7–5), [10–5]        | Pere Riba Jordi Samper-Montaña     | Guido Pella Renzo Olivo               | Facundo Argüello Diego Schwartzman Guido Andreozzi Pere Riba                          |
| 10 de novembro | JSM Challenger of Champaign–Urbana Champaign, Estados Unidos $50,000 – Piso duro (c) – 32S/32Q/16D Simples – Duplas      | Adrian Mannarino 6–2, 6–2                                | Frederik Nielsen                   | Blaž Rola Malek Jaziri                | Marcos Giron Frank Dancevic Denis Kudla Marek Michalička                              |
| 10 de novembro | JSM Challenger of Champaign–Urbana Champaign, Estados Unidos $50,000 – Piso duro (c) – 32S/32Q/16D Simples – Duplas      | Ross William Guignon Tim Kopinski 7–6(7–2), 6–2          | Frank Dancevic Adil Shamasdin      | Blaž Rola Malek Jaziri                | Marcos Giron Frank Dancevic Denis Kudla Marek Michalička                              |
| 10 de novembro | IPP Open Helsinki, Finlândia €42,500 – Piso duro (c) – 32S/22Q/16D Simples – Duplas                                      | Jürgen Zopp 6–4, 5–7, 7–6(8–6)                           | Dudi Sela                          | Egor Gerasimov Norbert Gomboš         | Victor Hănescu Henri Laaksonen Niels Desein Ričardas Berankis                         |
| 10 de novembro | IPP Open Helsinki, Finlândia €42,500 – Piso duro (c) – 32S/22Q/16D Simples – Duplas                                      | Henri Kontinen Jarkko Nieminen 7–6(7–2), 6–4             | Jonathan Marray Philipp Petzschner | Egor Gerasimov Norbert Gomboš         | Victor Hănescu Henri Laaksonen Niels Desein Ričardas Berankis                         |
| 10 de novembro | Keio Challenger Yokohama, Japão $50,000 – Piso duro – 32S/24Q/16D Simples – Duplas                                       | John Millman 6–4, 6–4                                    | Kyle Edmund                        | Chung Hyeon Go Soeda                  | Tatsuma Ito Alexander Kudryavtsev Zhang Ze Yoshihito Nishioka                         |
| 10 de novembro | Keio Challenger Yokohama, Japão $50,000 – Piso duro – 32S/24Q/16D Simples – Duplas                                       | Bradley Klahn Matt Reid 4–6, 6–4, [10–7]                 | Marcus Daniell Artem Sitak         | Chung Hyeon Go Soeda                  | Tatsuma Ito Alexander Kudryavtsev Zhang Ze Yoshihito Nishioka                         |
| 17 de novembro | ATP Challenger Tour Finals São Paulo, Brasil $220,000+H – Saibro (c) – 8S Simples                                        | Diego Schwartzman 6–2, 6–3                               | Guilherme Clezar                   | Víctor Estrella Burgos Simone Bolelli | Perdedores Máximo González Andreas Haider-Maurer Blaž Rola João Souza                 |
| 17 de novembro | Lima Challenger Lima, Peru $50,000+H – Saibro – 32S/16Q/16D Simples – Duplas                                             | Guido Pella 6–2, 6–4                                     | Jason Kubler                       | José Hernández Juan Carlos Sáez       | Fabiano de Paula Juan Ignacio Londero Roberto Carballés Baena Hans Podlipnik-Castillo |
| 17 de novembro | Lima Challenger Lima, Peru $50,000+H – Saibro – 32S/16Q/16D Simples – Duplas                                             | Sergio Galdós Guido Pella 6–3, 6–1                       | Marcelo Demoliner Roberto Maytín   | José Hernández Juan Carlos Sáez       | Fabiano de Paula Juan Ignacio Londero Roberto Carballés Baena Hans Podlipnik-Castillo |
| 17 de novembro | Uruguay Open Montevidéu, Uruguai $50,000 – Saibro – 32S/24Q/16D Simples – Duplas                                         | Pablo Cuevas 6–2, 6–4                                    | Hugo Dellien                       | Pedro Cachín Facundo Argüello         | Nicolás Jarry Gianluigi Quinzi Andrés Molteni Jordi Samper-Montaña                    |
| 17 de novembro | Uruguay Open Montevidéu, Uruguai $50,000 – Saibro – 32S/24Q/16D Simples – Duplas                                         | Martín Cuevas Pablo Cuevas 6–2, 6–4                      | Nicolás Jarry Gonzalo Lama         | Pedro Cachín Facundo Argüello         | Nicolás Jarry Gianluigi Quinzi Andrés Molteni Jordi Samper-Montaña                    |
| 17 de novembro | Internazionali di Tennis Castel del Monte Andria, Itália €35,000+H – Carpete (c) – 32S/32Q/16D Simples – Duplas          | Ričardas Berankis 6–4, 1–0 retired                       | Nikoloz Basilashvili               | Konstantin Kravchuk Michael Berrer    | Pietro Licciardi Mirza Bašić Jan Mertl Andriej Kapaś                                  |
| 17 de novembro | Internazionali di Tennis Castel del Monte Andria, Itália €35,000+H – Carpete (c) – 32S/32Q/16D Simples – Duplas          | Patrick Grigoriu Costin Pavăl 7–6(7–4), 6–7(4–7), [10–5] | Roman Jebavý Andreas Siljeström    | Konstantin Kravchuk Michael Berrer    | Pietro Licciardi Mirza Bašić Jan Mertl Andriej Kapaś                                  |
| 17 de novembro | Dunlop World Challenge Toyota, Japão $40,000+H – Carpete (c) – 32S/30Q/16D Simples – Duplas                              | Go Soeda 6–4, 7–5                                        | Tatsuma Ito                        | Chen Ti Yuichi Sugita                 | Arata Onozawa Yasutaka Uchiyama Yoshihito Nishioka James Duckworth                    |
| 17 de novembro | Dunlop World Challenge Toyota, Japão $40,000+H – Carpete (c) – 32S/30Q/16D Simples – Duplas                              | Toshihide Matsui Yasutaka Uchiyama 7–6(8–6), 6–2         | Bumpei Sato Yang Tsung-hua         | Chen Ti Yuichi Sugita                 | Arata Onozawa Yasutaka Uchiyama Yoshihito Nishioka James Duckworth                    |

## Estatísticas
Esta tabela apresenta o número de títulos de "Simples" (S) e "Duplas" (D) conquistados por cada tenista e país durante a temporada. Os jogadores/países são classificados por: 1) números total de títulos (um título de duplas ganho por dois jogadores que representam o mesmo país conta como apenas uma vitória para a nação); 2) simples > duplas 3) ordem alfabética (por nome da família para os jogadores).
Para evitar confusões e dupla contagem, esta tabela só deverá ser modificada após o término do torneio.

### Títulos por jogadores
| Total | Jogador                           | S   | D | S | D |
| ----- | --------------------------------- | --- | - | - | - |
| 8     | Diego Sebastián Schwartzman (ARG) | ●   | ● | 5 | 3 |
| 8     | Máximo González (ARG)             | ●   | ● | 3 | 5 |
| 7     | Pablo Cuevas (URU)                | ●   | ● | 4 | 3 |
| 6     | Sergey Betov (BLR)                |     | ● | 0 | 6 |
| 6     | Alexander Bury (BLR)              |     | ● | 0 | 6 |
| 6     | Pierre-Hugues Herbert (FRA)       | ●   | ● | 2 | 4 |
| 6     | Sam Groth (AUS)                   | ●   | ● | 1 | 5 |
| 6     | Chris Guccione (AUS)              |     | ● | 0 | 6 |
| 5     | Adrian Mannarino (FRA)            | ●   |   | 5 | 0 |
| 5     | Gilles Müller (LUX)               | ●   |   | 5 | 0 |
| 5     | Bradley Klahn (USA)               | ●   | ● | 3 | 2 |
| 5     | Adil Shamasdin (CAN)              |     | ● | 0 | 5 |
| 5     | Potito Starace (ITA)              |     | ● | 0 | 5 |
| 4     | Marcos Baghdatis (CYP)            | ●   |   | 4 | 0 |
| 4     | Simone Bolelli (ITA)              | ●   |   | 4 | 0 |
| 4     | David Goffin (BEL)                | ●   |   | 4 | 0 |
| 4     | Horacio Zeballos (ARG)            | ●   | ● | 2 | 2 |
| 4     | Austin Krajicek (USA)             | ●   | ● | 1 | 3 |
| 4     | Saketh Myneni (IND)               | ●   | ● | 1 | 3 |
| 4     | Guido Pella (ARG)                 | ●   | ● | 1 | 3 |
| 4     | Adrian Ungur (ROU)                | ●   | ● | 1 | 3 |
| 4     | Radu Albot (MDA)                  |     | ● | 0 | 4 |
| 4     | Guillermo Durán (ARG)             |     | ● | 0 | 4 |
| 4     | Jaroslav Pospíšil (CZE)           |     | ● | 0 | 4 |
| 4     | Henri Kontinen (FIN)              |     | ● | 0 | 4 |
| 3     | Pablo Carreño (ESP)               | ●   |   | 3 | 0 |
| 3     | Damir Džumhur (BIH)               | ●   |   | 3 | 0 |
| 3     | Nick Kyrgios (AUS)                | ●   |   | 3 | 0 |
| 3     | Blaž Kavčič (SLO)                 | ●   |   | 3 | 0 |
| 3     | Sam Querrey (USA)                 | ●   |   | 3 | 0 |
| 3     | Go Soeda (JPN)                    | ●   |   | 3 | 0 |
| 3     | Lukáš Rosol (CZE)                 | ●   | ● | 2 | 1 |
| 3     | Sergiy Stakhovsky (UKR)           | ●   | ● | 2 | 1 |
| 3     | Facundo Argüello (ARG)            | ●   | ● | 1 | 2 |
| 3     | Ruben Bemelmans (BEL)             | ●   | ● | 1 | 2 |
| 3     | Yuki Bhambri (IND)                | ●   | ● | 1 | 2 |
| 3     | Ilija Bozoljac (SER)              | ●   | ● | 1 | 2 |
| 3     | Denis Kudla (USA)                 | ●   | ● | 1 | 2 |
| 3     | Nicolas Mahut (FRA)               | ●   | ● | 1 | 2 |
| 3     | Andrej Martin (SVK)               | ●   | ● | 1 | 2 |
| 3     | Matt Reid (AUS)                   | ●   | ● | 1 | 2 |
| 3     | Guido Andreozzi (ARG)             |     | ● | 0 | 3 |
| 3     | Facundo Bagnis (ARG)              |     | ● | 0 | 3 |
| 3     | Roman Jebavý (CZE)                |     | ● | 0 | 3 |
| 3     | Peter Polansky (CAN)              |     | ● | 0 | 3 |
| 3     | Sanam Singh (IND)                 |     | ● | 0 | 3 |
| 3     | John-Patrick Smith (AUS)          |     | ● | 0 | 3 |
| 3     | Michael Venus (NZL)               |     | ● | 0 | 3 |
| 3     | Boy Westerhof (NED)               |     | ● | 0 | 3 |
| 2     | Ričardas Berankis (LTU)           | ●   |   | 2 | 0 |
| 2     | James Duckworth (AUS)             | ●   |   | 2 | 0 |
| 2     | Víctor Estrella Burgos (DOM)      | ●   |   | 2 | 0 |
| 2     | Alejandro Falla (COL)             | ●   |   | 2 | 0 |
| 2     | Peter Gojowczyk (GER)             | ●   |   | 2 | 0 |
| 2     | Andreas Haider-Maurer (AUT)       | ●   |   | 2 | 0 |
| 2     | Steve Johnson (USA)               | ●   |   | 2 | 0 |
| 2     | Filip Krajinović (SRB)            | ●   |   | 2 | 0 |
| 2     | Paolo Lorenzi (ITA)               | ●   |   | 2 | 0 |
| 2     | John Millman (AUS)                | ●   |   | 2 | 0 |
| 2     | Albert Ramos (ESP)                | ●   |   | 2 | 0 |
| 2     | Viktor Troicki (SRB)              | ●   |   | 2 | 0 |
| 2     | Alex Bolt (AUS)                   | ●   | ● | 1 | 1 |
| 2     | Dustin Brown (GER)                | ●   | ● | 1 | 1 |
| 2     | Robin Haase (NED)                 | ●   | ● | 1 | 1 |
| 2     | Tobias Kamke (GER)                | ●   | ● | 1 | 1 |
| 2     | Andrey Kuznetsov (RUS)            | ●   | ● | 1 | 1 |
| 2     | Lukáš Lacko (SVK)                 | ●   | ● | 1 | 1 |
| 2     | Illya Marchenko (UKR)             | ●   | ● | 1 | 1 |
| 2     | Gerald Melzer (AUT)               | ●   | ● | 1 | 1 |
| 2     | Pere Riba (ESP)                   | ●   | ● | 1 | 1 |
| 2     | Rajeev Ram (USA)                  | ●   | ● | 1 | 1 |
| 2     | João Olavo Souza (BRA)            | ●   | ● | 1 | 1 |
| 2     | Jan-Lennard Struff (GER)          | ●   | ● | 1 | 1 |
| 2     | Jiří Veselý (CZE)                 | ●   | ● | 1 | 1 |
| 2     | Matteo Viola (ITA)                | ●   | ● | 1 | 1 |
| 2     | Tomasz Bednarek (POL)             |     | ● | 0 | 2 |
| 2     | Andre Begemann (GER)              |     | ● | 0 | 2 |
| 2     | Daniele Bracciali (ITA)           |     | ● | 0 | 2 |
| 2     | Marcus Daniell (NZL)              |     | ● | 0 | 2 |
| 2     | Marcelo Demoliner (BRA)           |     | ● | 0 | 2 |
| 2     | Antal van der Duim (NED)          |     | ● | 0 | 2 |
| 2     | Marc Gicquel (FRA)                |     | ● | 0 | 2 |
| 2     | Daniele Giorgini (ITA)            |     | ● | 0 | 2 |
| 2     | Brydan Klein (GBR)                |     | ● | 0 | 2 |
| 2     | Nicolás Jarry (CHI)               |     | ● | 0 | 2 |
| 2     | Kevin King (USA)                  |     | ● | 0 | 2 |
| 2     | Konstantin Kravchuk (RUS)         |     | ● | 0 | 2 |
| 2     | Dino Marcan (CRO)                 |     | ● | 0 | 2 |
| 2     | Roberto Maytín (VEN)              |     | ● | 0 | 2 |
| 2     | Dominik Meffert (GER)             |     | ● | 0 | 2 |
| 2     | Adrián Menéndez-Maceiras (ESP)    |     | ● | 0 | 2 |
| 2     | Andrés Molteni (ARG)              |     | ● | 0 | 2 |
| 2     | Hsien-yin Peng (TPE)              |     | ● | 0 | 2 |
| 2     | Dane Propoggia (AUS)              |     | ● | 0 | 2 |
| 2     | Tim Pütz (GER)                    |     | ● | 0 | 2 |
| 2     | César Ramírez (MEX)               |     | ● | 0 | 2 |
| 2     | Sanchai Ratiwatana (THA)          |     | ● | 0 | 2 |
| 2     | Sonchat Ratiwatana (THA)          |     | ● | 0 | 2 |
| 2     | Antonio Šančić (CRO)              |     | ● | 0 | 2 |
| 2     | Eduardo Schwank (ARG)             |     | ● | 0 | 2 |
| 2     | Divij Sharan (IND)                |     | ● | 0 | 2 |
| 2     | Artem Sitak (NZL)                 |     | ● | 0 | 2 |
| 2     | Franko Škugor (CRO)               |     | ● | 0 | 2 |
| 2     | Ken Skupski (GBR)                 |     | ● | 0 | 2 |
| 2     | Neal Skupski (GBR)                |     | ● | 0 | 2 |
| 2     | Juan Carlos Spir (COL)            |     | ● | 0 | 2 |
| 2     | Daniel Smethurst (GBR)            |     | ● | 0 | 2 |
| 2     | Goran Tošić (SRB)                 |     | ● | 0 | 2 |
| 2     | Yasutaka Uchiyama (JPN)           |     | ● | 0 | 2 |
| 2     | Igor Zelenay (SVK)                |     | ● | 0 | 2 |
| 1     | Nikoloz Basilashvili (GEO)        | ●   |   | 1 | 0 |
| 1     | Andreas Beck (GER)                | ●   |   | 1 | 0 |
| 1     | Aljaž Bedene (SLO)                | ●   |   | 1 | 0 |
| 1     | Julien Benneteau (FRA)            | ●   |   | 1 | 0 |
| 1     | Carlos Berlocq (ARG)              | ●}} |   | 1 | 0 |
| 1     | Hyeon Chung (KOR)                 | ●   |   | 1 | 0 |
| 1     | Kimmer Coppejans (BEL)            | ●   |   | 1 | 0 |
| 1     | Borna Ćorić (CRO)                 | ●   |   | 1 | 0 |
| 1     | Rogério Dutra da Silva (BRA)      | ●   |   | 1 | 0 |
| 1     | Frank Dancevic (CAN)              | ●   |   | 1 | 0 |
| 1     | Steve Darcis (BEL)                | ●   |   | 1 | 0 |
| 1     | Thiemo de Bakker (NED)            | ●   |   | 1 | 0 |
| 1     | Kenny de Schepper (FRA)           | ●   |   | 1 | 0 |
| 1     | Somdev Devvarman (IND)            | ●   |   | 1 | 0 |
| 1     | Farrukh Dustov (UZB)              | ●   |   | 1 | 0 |
| 1     | Martin Fischer (AUT)              | ●   |   | 1 | 0 |
| 1     | Daniel Gimeno-Traver (ESP)        | ●   |   | 1 | 0 |
| 1     | Alejandro González (COL)          | ●   |   | 1 | 0 |
| 1     | Andrey Golubev (KAZ)              | ●   |   | 1 | 0 |
| 1     | Jesse Huta Galung (NED)           | ●   |   | 1 | 0 |
| 1     | Marsel İlhan (TUR)                | ●   |   | 1 | 0 |
| 1     | Jozef Kovalík (SVK)               | ●   |   | 1 | 0 |
| 1     | Jason Kubler (AUS)                | ●   |   | 1 | 0 |
| 1     | Gonzalo Lama (CHI)                | ●   |   | 1 | 0 |
| 1     | Yen-hsun Lu (TPE)                 | ●   |   | 1 | 0 |
| 1     | Albert Montañés (ESP)             | ●   |   | 1 | 0 |
| 1     | Hiroki Moriya (JPN)               | ●   |   | 1 | 0 |
| 1     | Yoshihito Nishioka (JPN)          | ●   |   | 1 | 0 |
| 1     | Wayne Odesnik (USA)               | ●   |   | 1 | 0 |
| 1     | Julian Reister (GER)              | ●   |   | 1 | 0 |
| 1     | Blaž Rola (SLO)                   | ●   |   | 1 | 0 |
| 1     | Andreas Seppi (ITA)               | ●   |   | 1 | 0 |
| 1     | Jürgen Zopp (EST)                 | ●   |   | 1 | 0 |
| 1     | Alexander Zverev (GER)            | ●   |   | 1 | 0 |
| 1     | Ryan Agar (AUS)                   |     | ● | 0 | 1 |
| 1     | Martín Alund (ARG)                |     | ● | 0 | 1 |
| 1     | Toni Androić (CRO)                |     | ● | 0 | 1 |
| 1     | Matthias Bachinger (GER)          |     | ● | 0 | 1 |
| 1     | Sebastian Bader (AUT)             |     | ● | 0 | 1 |
| 1     | Victor Baluda (RUS)               |     | ● | 0 | 1 |
| 1     | Nicolás Barrientos (COL)          |     | ● | 0 | 1 |
| 1     | Karol Beck (SVK)                  |     | ● | 0 | 1 |
| 1     | Ariel Behar (URU)                 |     | ● | 0 | 1 |
| 1     | Thomaz Bellucci (BRA)             |     | ● | 0 | 1 |
| 1     | Johan Brunström (SWE)             |     | ● | 0 | 1 |
| 1     | Sergei Bubka (UKR)                |     | ● | 0 | 1 |
| 1     | Chase Buchanan (USA)              |     | ● | 0 | 1 |
| 1     | Juan Sebastián Cabal (COL)        |     | ● | 0 | 1 |
| 1     | Marco Cecchinato (ITA)            |     | ● | 0 | 1 |
| 1     | František Čermák (CZE)            |     | ● | 0 | 1 |
| 1     | Iñigo Cervantes Huegun (ESP)      |     | ● | 0 | 1 |
| 1     | Ti Chen (TPE)                     |     | ● | 0 | 1 |
| 1     | Marco Chiudinelli (SUI)           |     | ● | 0 | 1 |
| 1     | Flavio Cipolla (ITA)              |     | ● | 0 | 1 |
| 1     | Edward Corrie (GBR)               |     | ● | 0 | 1 |
| 1     | Daniel Cox (GBR)                  |     | ● | 0 | 1 |
| 1     | Martín Cuevas (URU)               |     | ● | 0 | 1 |
| 1     | Fabiano de Paula (BRA)            |     | ● | 0 | 1 |
| 1     | Niels Desein (BEL)                |     | ● | 0 | 1 |
| 1     | Matteo Donati (ITA)               |     | ● | 0 | 1 |
| 1     | Marin Draganja (CRO)              |     | ● | 0 | 1 |
| 1     | Michail Elgin (RUS)               |     | ● | 0 | 1 |
| 1     | Robert Farah (COL)                |     | ● | 0 | 1 |
| 1     | Colin Fleming (GBR)               |     | ● | 0 | 1 |
| 1     | Sergio Galdós (PER)               |     | ● | 0 | 1 |
| 1     | Christian Garin (CHI)             |     | ● | 0 | 1 |
| 1     | Ruben Gonzales (PHI)              |     | ● | 0 | 1 |
| 1     | Gerard Granollers (ESP)           |     | ● | 0 | 1 |
| 1     | Maoxin Gong (CHN)                 |     | ● | 0 | 1 |
| 1     | Santiago González (MEX)           |     | ● | 0 | 1 |
| 1     | Laurynas Grigelis (LTU)           |     | ● | 0 | 1 |
| 1     | Patrick Grigoriu (ROM)            |     | ● | 0 | 1 |
| 1     | Ross William Guignon (USA)        |     | ● | 0 | 1 |
| 1     | Treat Conrad Huey (PHI)           |     | ● | 0 | 1 |
| 1     | Adam Hubble (AUS)                 |     | ● | 0 | 1 |
| 1     | Pruchya Isarow (THA)              |     | ● | 0 | 1 |
| 1     | Jarmere Jenkins (USA)             |     | ● | 0 | 1 |
| 1     | Rameez Junaid (AUS)               |     | ● | 0 | 1 |
| 1     | Nuttanon Kadchapanan (THA)        |     | ● | 0 | 1 |
| 1     | Robin Kern (GER)                  |     | ● | 0 | 1 |
| 1     | Thanasi Kokkinakis (AUS)          |     | ● | 0 | 1 |
| 1     | Wesley Koolhof (NED)              |     | ● | 0 | 1 |
| 1     | Tim Kopinski (USA)                |     | ● | 0 | 1 |
| 1     | Gero Kretschmer (GER)             |     | ● | 0 | 1 |
| 1     | Alexander Kudryavtsev (RUS)       |     | ● | 0 | 1 |
| 1     | Andrey Kuznetsov (RUS)            |     | ● | 0 | 1 |
| 1     | Tristan Lamasine (FRA)            |     | ● | 0 | 1 |
| 1     | Miķelis Lībietis (LAT)            |     | ● | 0 | 1 |
| 1     | Scott Lipsky (USA)                |     | ● | 0 | 1 |
| 1     | Juan Lizariturry (ESP)            |     | ● | 0 | 1 |
| 1     | Laurent Lokoli (FRA)              |     | ● | 0 | 1 |
| 1     | Enrique López-Pérez (ESP)         |     | ● | 0 | 1 |
| 1     | Jonathan Marray (GBR)             |     | ● | 0 | 1 |
| 1     | Philipp Marx (GER)                |     | ● | 0 | 1 |
| 1     | Toshihide Matsui (JPN)            |     | ● | 0 | 1 |
| 1     | Michal Mertiňák (SVK)             |     | ● | 0 | 1 |
| 1     | Matwé Middelkoop (NED)            |     | ● | 0 | 1 |
| 1     | Denys Molchanov (UKR)             |     | ● | 0 | 1 |
| 1     | Nicholas Monroe (USA)             |     | ● | 0 | 1 |
| 1     | Alessandro Motti (ITA)            |     | ● | 0 | 1 |
| 1     | Stefano Napolitano (ITA)          |     | ● | 0 | 1 |
| 1     | Aleksandr Nedovyesov (KAZ)        |     | ● | 0 | 1 |
| 1     | Frederik Nielsen (DEN)            |     | ● | 0 | 1 |
| 1     | Jarkko Nieminen (FIN)             |     | ● | 0 | 1 |
| 1     | Albano Olivetti (FRA)             |     | ● | 0 | 1 |
| 1     | Josselin Ouanna (FRA)             |     | ● | 0 | 1 |
| 1     | Costin Pavăl (ROM)                |     | ● | 0 | 1 |
| 1     | Ante Pavić (CRO)                  |     | ● | 0 | 1 |
| 1     | Mate Pavić (CRO)                  |     | ● | 0 | 1 |
| 1     | Adam Pavlásek (CZE)               |     | ● | 0 | 1 |
| 1     | Hans Podlipnik-Castillo (CHI)     |     | ● | 0 | 1 |
| 1     | Miguel Ángel Reyes-Varela (MEX)   |     | ● | 0 | 1 |
| 1     | Purav Raja (IND)                  |     | ● | 0 | 1 |
| 1     | Hunter Reese (USA)                |     | ● | 0 | 1 |
| 1     | Fernando Romboli (BRA)            |     | ● | 0 | 1 |
| 1     | André Sá (BRA)                    |     | ● | 0 | 1 |
| 1     | Mohamed Safwat (EGY)              |     | ● | 0 | 1 |
| 1     | Jordi Samper Montaña (ESP)        |     | ● | 0 | 1 |
| 1     | Tennys Sandgren (USA)             |     | ● | 0 | 1 |
| 1     | Alexander Satschko (GER)          |     | ● | 0 | 1 |
| 1     | Andreas Siljeström (SWE)          |     | ● | 0 | 1 |
| 1     | Andreas Siljeström (SWE)          |     | ● | 0 | 1 |
| 1     | Eduardo Struvay (COL)             |     | ● | 0 | 1 |
| 1     | Sean Thornley (GBR)               |     | ● | 0 | 1 |
| 1     | Stefano Travaglia (ITA)           |     | ● | 0 | 1 |
| 1     | Antonio Veić (CRO)                |     | ● | 0 | 1 |
| 1     | Andrew Whittington (AUS)          |     | ● | 0 | 1 |

### Títulos por país
| Total | País                 | S  | D  |
| ----- | -------------------- | -- | -- |
| 27    | Argentina            | 12 | 15 |
| 24    | Estados Unidos       | 12 | 12 |
| 21    | Austrália            | 8  | 13 |
| 18    | Itália               | 7  | 11 |
| 15    | Alemanha             | 7  | 8  |
| 14    | Espanha              | 8  | 6  |
| 14    | França               | 7  | 7  |
| 11    | Chéquia              | 3  | 8  |
| 10    | Índia                | 3  | 7  |
| 9     | Eslováquia           | 3  | 6  |
| 8     | Sérvia               | 5  | 3  |
| 8     | Croácia              | 1  | 7  |
| 7     | Canadá               | 1  | 6  |
| 7     | Rússia               | 1  | 6  |
| 6     | Bélgica              | 6  | 0  |
| 6     | Áustria              | 4  | 2  |
| 6     | Brasil               | 2  | 4  |
| 6     | Colômbia             | 2  | 4  |
| 6     | Países Baixos        | 2  | 4  |
| 6     | Nova Zelândia        | 0  | 6  |
| 5     | Luxemburgo           | 5  | 0  |
| 5     | Eslovênia            | 5  | 0  |
| 5     | Japão                | 4  | 1  |
| 5     | Uruguai              | 2  | 3  |
| 5     | Bielorrússia         | 0  | 5  |
| 5     | Reino Unido          | 0  | 5  |
| 4     | Ucrânia              | 2  | 2  |
| 4     | Taipé Chinesa        | 1  | 3  |
| 4     | Roménia              | 1  | 3  |
| 4     | Moldávia             | 0  | 4  |
| 3     | Bósnia e Herzegovina | 3  | 0  |
| 3     | Chile                | 1  | 2  |
| 3     | Finlândia            | 0  | 3  |
| 3     | México               | 0  | 3  |
| 3     | Tailândia            | 0  | 3  |
| 2     | Chipre               | 2  | 0  |
| 2     | República Dominicana | 2  | 0  |
| 2     | Polónia              | 0  | 2  |
| 2     | Venezuela            | 0  | 2  |
| 1     | Geórgia              | 1  | 0  |
| 1     | Cazaquistão          | 1  | 0  |
| 1     | Coreia do Sul        | 1  | 0  |
| 1     | Lituânia             | 1  | 0  |
| 1     | Turquia              | 1  | 0  |
| 1     | Uzbequistão          | 1  | 0  |
| 1     | China                | 0  | 1  |
| 1     | Egito                | 0  | 1  |
| 1     | Cazaquistão          | 0  | 1  |
| 1     | Filipinas            | 0  | 1  |
| 1     | Suécia               | 0  | 1  |
| 1     | Suíça                | 0  | 1  |

## Distribuição de pontos
| Categoria do torneio                                               | V     | F     | SF                     | QF                     | R16                    | R32                    | Q                      |
| ------------------------------------------------------------------ | ----- | ----- | ---------------------- | ---------------------- | ---------------------- | ---------------------- | ---------------------- |
| Challenger Tour Finals                                             | RR+50 | RR+30 | 15 per round robin win | 15 per round robin win | 15 per round robin win | 15 per round robin win | 15 per round robin win |
| Challenger $125,000+H Challenger €106,500+H                        | 125   | 75    | 45                     | 25                     | 10                     | 0                      | +5                     |
| Challenger $125,000 or $100,000+H Challenger €106,500 or €85,000+H | 110   | 65    | 40                     | 20                     | 9                      | 0                      | +5                     |
| Challenger $100,000 or $75,000+H Challenger €85,000 or €64,000+H   | 100   | 60    | 35                     | 18                     | 8                      | 0                      | +5                     |
| Challenger $75,000 or $50,000+H Challenger €64,000 or €42,500+H    | 90    | 55    | 33                     | 17                     | 8                      | 0                      | +5                     |
| Challenger $50,000 Challenger €42,500                              | 80    | 48    | 29                     | 15                     | 7                      | 0                      | +3                     |
| Challenger $40,000+H Challenger €30,000+H                          | 80    | 48    | 29                     | 15                     | 6                      | 0                      | +3                     |